# Concurso oficial de agrupaciones del carnaval de Cádiz

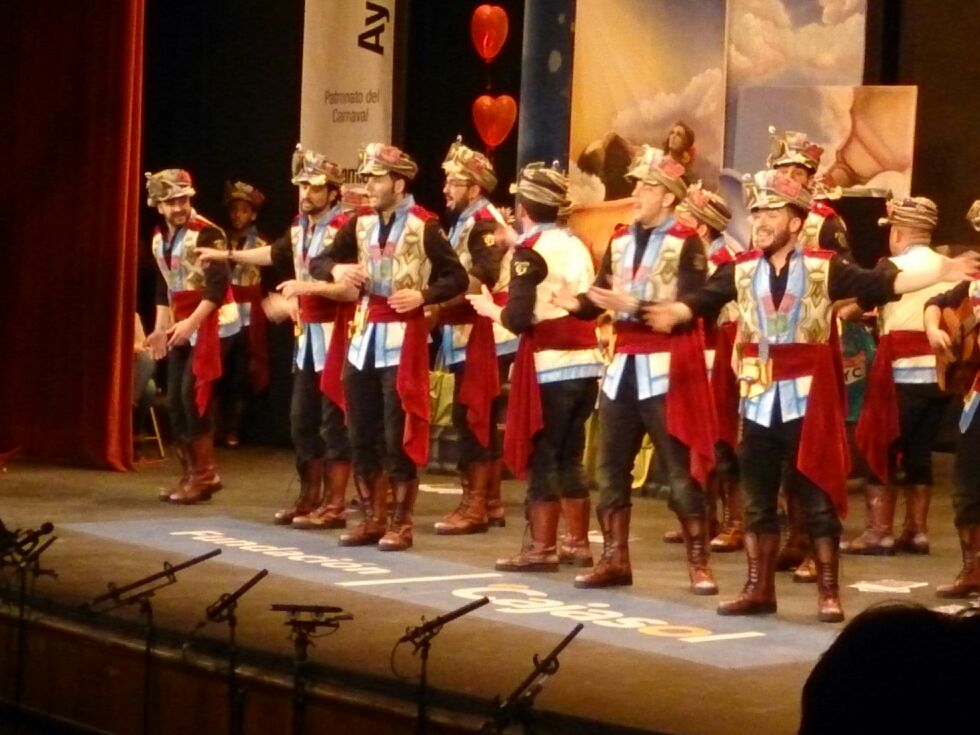
La comparsa Los Hombres de Negro cantando en el Gran Teatro Falla

El Concurso oficial de agrupaciones carnavalescas de Cádiz (COAC) se celebra en el Gran Teatro Falla durante un mes, teniendo su final el viernes previo al miércoles de Ceniza, después de diferentes fases clasificatorias. En este concurso toma parte gran número de agrupaciones de toda la geografía andaluza e incluso en los últimos años de otras localidades no andaluzas como Ceuta, Mérida, Ciudad Real, Burgos o Santoña e incluso de fuera de España, como es el caso de una comparsa de Uruguay, en 2020. Estas agrupaciones participan en diferentes modalidades: coros, comparsas, chirigotas y cuartetos.
Es el concurso de agrupaciones carnavalescas más importante de España y entra dentro del programa oficial del Carnaval de Cádiz como uno de los platos fuertes.
En total, el concurso consta de cuatro fases: clasificatoria (preliminares), cuartos de final, semifinales y final. En cada una de ellas, cada Agrupación tendrá un máximo de 30 minutos de actuación en cada sesión, que comienza a contar desde el inicio de la Presentación hasta el final del Popurrí.

## Fases del Concurso
Fase de Clasificatoria.
Esta es la primera fase del concurso, también conocida como Preliminares, es en la única en la que pueden concursar todas las Agrupaciones inscritas y de acuerdo con el orden establecido en un sorteo que se realiza previamente. El orden en que se cantarán las coplas es, en el caso de Chirigotas, Comparsas y Coros, Presentación, dos Tangos/Pasdobles, dos Cuplés con Estribillo y Popurrí, y una Parodia libre y dos Cuplés con Estribillo como mínimo, en el caso de los Tríos, Cuartetos y Quintetos. 
Fase de Cuartos de Final.
Esta es la segunda fase del concurso y en ella sólo podrán participar un máximo de 56 Agrupaciones que hayan superado las puntuaciones mínimas establecidas por el jurado en la fase de Clasificatorias.
El repertorio a interpretar debe ser inédito, a excepción de la Presentación, los Estribillos y el Popurrí y otras composiciones en el caso de los Tríos, Cuartetos y Quintetos. 
Es a partir de esta fase cuando empiezan a sumar los puntos para aquellas Agrupaciones clasificadas para siguientes fases. 
Fase de Semifinales.
Esta es la tercera fase del concurso y en ella sólo podrán participar un máximo de 32 Agrupaciones que hayan superado las puntuaciones mínimas establecidas por el jurado en la fase de cuartos de final. 
Es esta fase se siguen las mismas normas de originalidad que en la anterior. 
Fase Final.
Esta es la última fase de concurso y en ella participarán aquellas Agrupaciones que alcancen en la puntuación mínima establecida por el jurado en la fase de Semifinal, con un máximo de cuatro Agrupaciones por modalidad.

## Fallo del jurado
El jurado está compuesto por el/la presidente/a, el/la secretario/a, cinco vocales para coros, cinco vocales para comparsas, cinco vocales para chirigotas y cinco vocales para tríos, cuartetos o quintetos. Además, un vocal de cada modalidad será nombrado como suplente de las otras para actuar en caso de ausencia o incompetencia de algún miembro.
El secretario hará la suma total de puntos y publicará en la misma noche de la fase final el fallo que se ajustará a las distintas normas de reglamento del COAC. En caso de empate, se valorará la composición más genuina de su modalidad. Se sumarán los puntos obtenidos en cuplés y estribillos en el caso de las chirigotas, los obtenidos en pasodobles en el caso de comparsas, contarán los tangos para los coros y se valorará las puntuación obtenida en la parodia en el caso de cuartetos.

## Puntuaciones

### Coros
- Presentación: De 0 a 6 (máx. 6)
- Tangos: De 0 a 22 x 2 (máx. 44)
- Cuplés: De 0 a 9 x 2 (máx. 18)
- Estribillo: De 0 a 3 x 2 (máx. 6)
- Tipo: De 0 a 6 (máx. 6)
- Popurrí: De 0 a 20 (máx. 20)

Total 100 

### Comparsas
- Presentación: De 0 a 6 (máx. 6)
- Pasodobles: De 0 a 22 x 2 (máx. 44)
- Cuplés: De 0 a 9 x 2 (máx. 18)
- Estribillo: De 0 a 3 x 2 (máx. 6)
- Tipo: De 0 a 6 (máx. 6)
- Popurrí: De 0 a 20 (máx. 20)

Total 100 

### Chirigotas
- Presentación: De 0 a 6 (máx. 6)
- Pasodobles: De 0 a 12 x 2 (máx. 24)
- Cuplés: De 0 a 18 x 2 (máx. 36)
- Estribillo: De 0 a 4 x 2 (máx. 8)
- Tipo: De 0 a 6 (máx. 6)
- Popurrí: De 0 a 20 (máx. 20)

Total 100 

### Tríos, cuartetos o quintetos
- Parodias: De 0 a 44 (máx. 44)
- Cuplés: De 0 a 11 x 2 (máx. 22)
- Estribillo: De 0 a 4 x 2 (máx. 8)
- Tipo: De 0 a 6 (máx. 6)
- Otras Composiciones Carnavalescas: De 0 a 20 (máx. 20)

Total 100

## Categorías
Adultos
Juveniles: Son aquellas Agrupaciones Carnavalescas cuyos componentes no cumplan los 19 años antes del día señalado para la final del COAC de la categoría de adultos, salvo tres de ellos, que podrán formar parte del grupo si tienen diecinueve años antes del día señalado para la final de COAC. En ningún caso se admiten menores de ocho años cumplidos antes del uno de enero del año del COAC.
Infantiles: Son aquellas Agrupaciones Carnavalescas cuyos componentes hayan cumplido seis años como mínimo a partir del uno de enero del año del COAC en el que se concurse, pero no cumplan los quince años antes del día señalado para la final del COAC de la categoría de Adultos, salvo tres de ellos, que podrán formar parte del grupo si antes de la fecha señalada no han cumplido los dieciséis.

## Premios
Actualmente existen cinco premios por modalidad: Primero, Segundo, Tercero, Cuarto y Primer Accésit. Todos ellos entregan un trofeo a la agrupación y una cantidad económica determinada por la Junta Ejecutiva antes del COAC. En caso de que el número de agrupaciones que pasen a la final sea inferior de tres en cualquiera de las modalidades, el jurado puede declarar los premios desiertos, otorgando los mismos en orden directo a la puntuación obtenida. 
Por último, existe un premio especial para aquellas agrupaciones que actúen en la categoría de adultos y lleguen a la fase de cuartos de final pero en la que ninguno de sus componentes superen los 20 años. En este caso, el jurado otorga una mención especial Grupo Sub-20. En caso de existir más de un caso, el jurado galardonará con la mención a la agrupación que obtenga mejor clasificación, sea de la modalidad que sea.
En 1954, debido al éxito del concurso se incrementaron las jornadas de certamen, además de otorgar un premio aparte para las agrupaciones procedentes de la provincia. Esta medida se suprimiría en 1981.
Debido a que en el año 1968 se presentara una comparsa de Córdoba, se creó un premio regional. Este premio también se suprimiría en 1981 junto con los premios provinciales.
La publicaciones 50 años de Concurso de Agrupaciones y La verdadera historia 1901 - 2000. Es Cádiz carnaval recogen buena parte de la historia de los premios en el siglo XX.

## Los primeros datos (1821-1887)
La primera agrupación de la madre de fargas que se tiene constancia es Cuadrilla de gallegos, que data del año 1821. Durante aquel año el gobernador de Cádiz, Cayetano Valdés, dio el visto bueno para la celebración de un máximo de seis bailes públicos de disfraces y máscaras. Estos bailes fueron regidos por un estricto reglamento para evitar los excesos. Este carnaval tuvo que ser uno de los mejores de la época, porque no se produjeron disturbios.5

## De los inicios de los concursos hasta la Guerra Civil (1888-1936)
Ya en el siglo XX, el certamen se empieza a desarrollar en el Teatro Principal, y en menor medida en la vecina plaza de San Antonio los meses de febrero. La sala, ubicada en la plaza del Palillero (hoy Centro Integral de la Mujer).
1904
| Premio   | Coros                                                                 | Murgas | Estudiantinas                                            |
| -------- | --------------------------------------------------------------------- | ------ | -------------------------------------------------------- |
| Especial | Los gaiteros escoceses La gran orquesta                               |        | Tuna gaditana Centro obrero de la Compañía Trasatlántica |
| 1        |                                                                       |        |                                                          |
| 2        | Los espejos Antonio Rodríguez Martínez (el Tío de la Tiza) Rojo verde |        |                                                          |
| Acc      | Blanco y negro                                                        |        |                                                          |

1905
| Premio | Coros                                                          | Murgas                       |
| ------ | -------------------------------------------------------------- | ---------------------------- |
| 1      | Los Anticuarios Antonio Rodríguez Martínez (el Tío de la Tiza) |                              |
| 2      | Los colores                                                    |                              |
| 3      | Los cartabones                                                 | Los profesores del siglo XIX |

1906
| Premio   | Coros                                                       |
| -------- | ----------------------------------------------------------- |
| Especial | La rondalla aragonesa                                       |
| 1        | Los brujos y Los bohemios                                   |
| 2        |                                                             |
| Acc      | Los maestro de baile, Los propietarios cubanos y Los chepas |

## De la posguerra a la muerte de Franco (1948-1976)
1948
| Premio | Coros              |
| ------ | ------------------ |
| 1      | Los Chisperos      |
| 2      | La Piñata Gaditana |
| 3      | Los que quedaron   |
| 4      |                    |

1949
En 1949 se organiza el certamen denominado "Gran concurso de coros, estudiantinas, rondallas y agrupaciones", el cual fue organizado por la Delegación de Fiestas y celebrado en el Teatro Falla.
El primer premio en chirigotas fue declarado desierto, donándose la cantidad de 500 pesetas a una entidad benéfica.
| Premio | Coros                                      | Chirigotas                        |
| ------ | ------------------------------------------ | --------------------------------- |
| 1      | Los molineros holandeses (Eduardo Delgado) |                                   |
| 2      | Los Pintores                               | Los carniceros (Serafín Carballo) |
| 3      | Los Arrumbadores                           | Los nicanores                     |

### Años 1950
1950
| Premio | Coros                      | Chirigotas                  |
| ------ | -------------------------- | --------------------------- |
| 1      | Los salineros              |                             |
| 2      | Los príncipes del Carnaval | Popeye, Rosario y sus niños |
| 3      |                            |                             |

1951
| Premio | Coros           | Chirigotas     |
| ------ | --------------- | -------------- |
| 1      | Los calé        | Los coquineros |
| 2      | Los jazmines    |                |
| 3      | Los sembradores |                |

1952
| Premio | Coros                | Chirigotas                  |
| ------ | -------------------- | --------------------------- |
| 1      | Robin y sus arqueros |                             |
| 2      | Los Esquiladores     | Los monosabios (A. Clavaín) |
| 3      |                      |                             |

1953
1. ↑  «BASES DEL CONCURSO OFICIAL DE AGRUPACIONES CARNAVALESCAS».
2. ↑  «BASES DEL CONCURSO OFICIAL DE AGRUPACIONES CARNAVALESCAS 2019».
3. ↑  Cádiz, Diario de (12 de enero de 2010). «El teatro que se disfraza de ladrillos coloraos». Diario de Cádiz. Consultado el 24 de julio de 2019.
4. ↑  «Locales y provinciales Carnaval de Cádiz • La Voz del Carnaval de Cádiz». La Voz del Carnaval de Cádiz. Consultado el 25 de julio de 2019.
5. ↑  VV. AA. (1996). 50 años de Concurso de Agrupaciones. Fundación Gaditana del Carnaval - Cádiz, España.
6. ↑  VV. AA. (2002). La verdadera historia 1901 - 2000. Es Cádiz carnaval. Grupo editorial universitario - Granada, España. ISBN 84-8491-150-0.
7. ↑  Cádiz, Diario de (12 de enero de 2010). «El teatro que se disfraza de ladrillos coloraos». Diario de Cádiz. Consultado el 23 de julio de 2019.
8. ↑  Cádiz, Diario de (12 de enero de 2010). «El teatro que se disfraza de ladrillos coloraos». Diario de Cádiz. Consultado el 19 de julio de 2019.
9. ↑  Cádiz, Diario de (16 de febrero de 2018). «Y Cádiz recuperó sus coplas». Diario de Cádiz. Consultado el 19 de julio de 2019.
10. ↑  «Carnaval de Cádiz - Joly Digital». especiales.grupojoly.com. Consultado el 19 de julio de 2019.

| Premio | Coros                            | Chirigotas       |
| ------ | -------------------------------- | ---------------- |
| 1      | Los flamencos                    | Los arrieros     |
| 2      | Los cantores del pueblo          | Los Barquilleros |
| 3      | Alí Babá y los cuarenta ladrones | Los Gilis        |
| Acc    | Los cuidadores Psiquiátricos     |                  |
| Acc    | Ali Baba y los Cuarenta Ladrones |                  |

1954
Se redacta el primer reglamento del certamen oficial. La final tenía un apartado especial para las agrupaciones procedentes de la provincia, medida que se suprimiría en 1981.
| Premio | Coros                                                         | Chirigotas               |
| ------ | ------------------------------------------------------------- | ------------------------ |
| 1      | Los Pelelines                                                 | Los charros mejicanos    |
| 2      | Los Anticuarios                                               | Los guajiros (Paco Alba) |
| 3      | Las Máscaras Caprichosas                                      |                          |
| Acc    | Los Bandoleros de Sierra Morena La Policía Montada del Canadá |                          |
| Prov   |                                                               |                          |
| Prov   |                                                               |                          |

1955
El coro "Los bichitos de luz" queda descalificado.
| Premio | Coros           | Chirigotas                |
| ------ | --------------- | ------------------------- |
| 1      | Los marcianos   | Los viejos del 55         |
| 2      |                 | Los del bocho (Paco Alba) |
| 3      | Los mosqueteros |                           |
| Prov   |                 |                           |
| Prov   |                 |                           |

1956
| Premio | Coros            | Chirigotas                                                      |
| ------ | ---------------- | --------------------------------------------------------------- |
| 1      | Los de pura cepa |                                                                 |
| 2      | La Fantasía      | Los de fin de curso (Paco Alba) Las viudas de los viejos del 55 |
| 3      |                  |                                                                 |
| Prov   |                  |                                                                 |
| Prov   |                  |                                                                 |

1957
| Premio   | Coros                     | Chirigotas                 |
| -------- | ------------------------- | -------------------------- |
| Especial |                           | Los sarracenos (Paco Alba) |
| 1        | El sombrero de tres picos | Los ridículos tenorios     |
| 2        |                           | Los vagabundos             |
| 3        | Los cascabeles            | Los Tonis                  |
| 4        |                           | Los Locutores de Radio     |
| Prov     |                           |                            |
| Prov     |                           |                            |

1958
- Adultos[1]

| Premio | Coros                                   | Chirigotas                       |
| ------ | --------------------------------------- | -------------------------------- |
| 1      | Los bastones de caramelo                | Los julianes (Paco Alba)         |
| 2      | Los gitanos señoritos                   | Los pistoleros del Oeste         |
| 3      | Los joyeros orientales                  | Los periodistas                  |
| 4      |                                         | Los hombres de la Edad de Piedra |
| Prov   | Los pajes de capa blanca San Fernando   |                                  |
| Prov   | Los marinos del siglo XVIII Puerto Real |                                  |

1959
- Adultos[2]

| Premio   | Coros                                 | Chirigotas                                                 |
| -------- | ------------------------------------- | ---------------------------------------------------------- |
| Especial |                                       | Las huestes de don Nuño (Paco Alba) Los Gorilas (Fletilla) |
| 1        |                                       | Los tontos del pueblo                                      |
| 2        | Los niños de ayer                     | Los hojalateros tartajosos                                 |
| 3        | Los filatélicos                       | Los cacos de Clavaín                                       |
| Prov     | Los granaderos del Reino Puerto Real  |                                                            |
| Prov     | Los bodegueros andaluces San Fernando |                                                            |

### Años 1960
1960
Aparece la modalidad de comparsas.
- Adultos

Se concedió accésit a las siguientes agrupaciones: El sopa y sus hijos, Los diteros, Los bañistas de 1800, Cádiz la gran orquesta, Los náufragos, Los niños del Pick-up y Los mensajeros de Villa Urraca.
| Premio | Coros                                                                                           | Comparsas                                               | Chirigotas                |
| ------ | ----------------------------------------------------------------------------------------------- | ------------------------------------------------------- | ------------------------- |
| 1      | Los que nunca mueren                                                                            | Los pajeros (Paco Alba)                                 | Los nuevos reclutas       |
| 2      | Los mensajeros del tanguillo                                                                    | Los pajareros                                           | Los cristaleros de antaño |
| 3      | Los caleteros                                                                                   | Los cumplidos                                           | Los paragüeros            |
| Prov   | Los pregoneros de la fiesta gaditana Puerto Real Los faquires de Oriente (Requeté) San Fernando | Los bartolos vagos (El Chusco) El Puerto de Santa María |                           |

- Infantiles

| Premio | Chirigotas                            |
| ------ | ------------------------------------- |
| 1      | Los aladinos y la lámpara maravillosa |
| 2      | Los soldaditos de plomo               |
| Prov   | Los pichis San Fernando               |

1961 
- Adultos

Accésit provincial para las chirigotas: Los bomberos filipinos, Los afiladores de Orense, Los tragones y Los picapedreros.
Se le concede premio especial provincial a: Los lanceros bengalíes (coro)
| Premio | Coros                   | Comparsas                                           | Chirigotas             |
| ------ | ----------------------- | --------------------------------------------------- | ---------------------- |
| 1      | Faraón y su corte       | Los zíngaros                                        | Los aceituneros        |
| 2      | Los monteros            | Los indianos                                        | Los taxistas           |
| 3      | Los del celeste imperio | Pancho Albachi y sus mamarrachis (Paco Alba)        | Los sastres remendones |
| Prov   |                         | Los Cuasimodos (El Chusco) El Puerto de Santa María |                        |
| Prov   |                         | Los burros inteligentes El Puerto de Santa María    |                        |

- Infantiles

| Premio | Coros | Comparsas | Chirigotas                | Cuartetos |
| ------ | ----- | --------- | ------------------------- | --------- |
| 1      |       |           | Los tambores del mandarín |           |
| 2      |       |           | Los ratoncitos Pérez      |           |

1962
- Adultos

| Premio | Coros                                      | Comparsas                                         | Chirigotas               |
| ------ | ------------------------------------------ | ------------------------------------------------- | ------------------------ |
| 1      | El pájaro azul y sus matuteros             | Los gitanos errantes (Enrique Villegas)           | Los curanderos de pueblo |
| 2      | As de póquer y Caballeros de Nueva Orleans | Los mayorales                                     | Los tratantes de ganado  |
| 3      |                                            | Los criticones                                    | Los matarratas           |
| Prov   |                                            | Fantasías de bandoleros                           |                          |
| Prov   |                                            | Los quijotes (El Chusco) El Puerto de Santa María |                          |
| Prov   | Los floretes Los enanitos del bosque       |                                                   |                          |

- Infantiles

| Premio | Coros | Comparsas | Chirigotas                                    | Cuartetos |
| ------ | ----- | --------- | --------------------------------------------- | --------- |
| 1      |       |           | Los criollos                                  |           |
| Prov   |       |           | Los pillos de Bagdad El Puerto de Santa María |           |

1963
Entre los años 1963 y 1967 se prohíbe participación de agrupaciones infantiles
- Adultos

| Premio   | Coros                                          | Comparsas                                                                    | Chirigotas                                               |
| -------- | ---------------------------------------------- | ---------------------------------------------------------------------------- | -------------------------------------------------------- |
| Especial |                                                | Los corrusquillos gaditanos (Paco Alba) Los dandys negros (Enrique Villegas) |                                                          |
| 1        | Los lápices de colores                         |                                                                              | Los que van a hacer el puente                            |
| 2        | Gaditanos en fiestas                           |                                                                              | Los nuevos atacantes                                     |
| 3        |                                                | Los discípulos de Macandé                                                    | Los piruleros de antaño                                  |
| 4        |                                                |                                                                              | Los que ya me entienden                                  |
| Prov     | Los centuriones romanos (Requeté) San Fernando |                                                                              | Los fotógrafos al minuto San Fernando                    |
| Prov     |                                                |                                                                              | Los maridos modelos (El Chusco) El Puerto de Santa María |

1964
Se concedió accésit a las siguientes agrupaciones: Los analfabetos, Los obreros portuarios, Los de por aquí y por allá, Los despistados, Los vendimiadores, Los jubilados, Los melatejelo, Los patosos.
| Premio | Coros                                  | Comparsas               | Chirigotas            |
| ------ | -------------------------------------- | ----------------------- | --------------------- |
| 1      | Los gauchos musicales                  | Los Fígaros (Paco Alba) | Los de la oportunidad |
| 2      |                                        | El oro de Andalucía     | Los humoristas        |
| 3      |                                        | Los caídes              | Los paletos en fiesta |
| Prov   | Los caballeros del antifaz Puerto Real | Los gañanes             | Los niños del twist   |

1965 
| Premio | Coros                                       | Comparsas                       | Chirigotas                  |
| ------ | ------------------------------------------- | ------------------------------- | --------------------------- |
| 1      | Los rosales                                 | Los hombres del mar (Paco Alba) | Las cotorritas de Filipinas |
| 2      | Los tesoros de la tierra                    | Los escarabajos trillizos       | Los amargaos                |
| 3      | Las fichas de dominó (Requeté) San Fernando | Los amigos de la capa           | Los hueveros                |

1966 
| Premio   | Coros                    | Comparsas                                          | Chirigotas                                                                     |
| -------- | ------------------------ | -------------------------------------------------- | ------------------------------------------------------------------------------ |
| 1        | Los Don Juan de Zorrilla | Los Beduinos (Paco Alba)                           | Los martinicos                                                                 |
| 2        |                          | Los niños yeyé                                     | Los sabihondos                                                                 |
| 3        |                          | Los filarmónicos                                   | Los hijos de Ana Platanito y su cuadrilla yeyé                                 |
| Acc      |                          |                                                    | Los pregoneros de antaño Lucas y sus nietos Los boleros                        |
| Prov     |                          | Los gondoleros de Venecia El Puerto de Santa María |                                                                                |
| Prov     |                          |                                                    |                                                                                |
| Prov     |                          |                                                    | Los charros temerarios Los gánsters miopes (M. Ariza) El Puerto de Santa María |
| Prov Acc |                          | Los héroes de la independencia                     |                                                                                |

1967 
| Premio | Coros                           | Comparsas                               | Chirigotas       |
| ------ | ------------------------------- | --------------------------------------- | ---------------- |
| 1      | Los mesoneros                   | Los maniseros                           | Los dormilones   |
| 2      | Caireles de España              | Fantasía brasileña                      | Los viejos yeyé  |
| 3      | Juventud 67                     | La banda del tío Perete                 | Los gordinflones |
| Prov   | Los cosacos del Don Puerto Real | Los chansonniers (Requeté) San Fernando |                  |
| Prov   |                                 | Los hawaianos El Puerto de Santa María  |                  |
| Prov   |                                 | Los beatniks El Puerto de Santa María   |                  |

1968 
| Premio | Comparsas                                | Chirigotas                             |
| ------ | ---------------------------------------- | -------------------------------------- |
| 1      | Los senadores romanos (Paco Alba)        | Los ceporros                           |
| 2      | Semblanza gaditana                       | Los guachisneys                        |
| 3      | Los mayordomos (A. Martín)               |                                        |
| Acc    | Los cantores de Acapulco                 |                                        |
| Acc    | Los amateurs de la pequeña pantalla      |                                        |
| Acc    | Los hippies                              |                                        |
| Prov   | Los floristas ambulantes San Fernando    |                                        |
| Prov   | Los croupiers de Montecarlo San Fernando | Los de Colombia (Requeté) San Fernando |

1969
Accésit: Los tulipanes negros, Los habitantes de la luna, Los vendedores de voladoras, Los matasiete.
| Premio | Comparsas                                         | Chirigotas                                          |
| ------ | ------------------------------------------------- | --------------------------------------------------- |
| 1      | Los fabulistas (Paco Alba)                        | Los Birrias                                         |
| 2      | Los chulapos                                      | Los pintamonas                                      |
| 3      | Los nuevos aristócratas (A. Martín)               | Los bucaneros                                       |
| Prov   | Mary Poppins y su conjunto (Requeté) San Fernando |                                                     |
| Prov   | Los Romeos El Puerto de Santa María               | Los caracoleros provincianos (Requeté) San Fernando |
| Prov   | Fantasía sideral San Fernando                     |                                                     |
| Reg    |                                                   | Los de Sierra Morena Córdoba                        |

### Años 1970
1970 
| Premio | Coros                     | Comparsas                                          | Chirigotas                                       |
| ------ | ------------------------- | -------------------------------------------------- | ------------------------------------------------ |
| 1      | Los hechiceros de la luna | Los tarantos (A. Martín)                           | Los Cristobalitos                                |
| 2      | Los huertanos             | Los blanco y negro                                 | Los jugadores de golf                            |
| 3      |                           | Los brujos                                         | Los sordos de conveniencia                       |
| Acc    |                           | Los puretas extravagantes Los turistas del Tirol   | El ballet de Enrique el Molondro                 |
| Prov   |                           | Los Sénecas (Los Majaras) El Puerto de Santa María |                                                  |
| Prov   |                           | Los venenciadores San Fernando                     | Los hechiceros africanos (J.Rivero) San Fernando |
| Reg    |                           | Los piconeros Córdoba                              |                                                  |

1971
De 1971 a 1974 no salen agrupaciones infantiles. 
| Premio   | Coros                | Comparsas                                          | Chirigotas                 |
| -------- | -------------------- | -------------------------------------------------- | -------------------------- |
| 1        | Los amigos del tango | Los forjaores (Paco Alba)                          | Los ligones                |
| 2        | Cancionero gaditano  | Los porteños (A. Martín)                           | Cientificolandia           |
| 3        |                      | Los ruiseñores del Perú (P. Romero)                | Los tacaños                |
| Acc      |                      | Los nuevos del sur (L. Ripoll)                     |                            |
| Prov     |                      | Los hindúes (Los Majaras) El Puerto de Santa María |                            |
| Prov     |                      |                                                    | Los Zipi-Zape San Fernando |
| Acc Prov |                      | Los Cicerones El Puerto de Santa María             |                            |
| Reg      |                      | Los camborios Isla Cristina                        |                            |
| 3        |                      | Los rondadores Córdoba                             | Los Locomotoros Córdoba    |

1972 
| Premio | Coros                       | Comparsas                                          | Chirigotas                            |
| ------ | --------------------------- | -------------------------------------------------- | ------------------------------------- |
| 1      | Los conservadores del tango | Los aventureros (A. Martín)                        | Los pitirolos                         |
| 2      |                             | Los playboys (P. Romero)                           | Los alguaciles de pueblo              |
| 3      |                             | Los ribereños gaditanos (L. Ripoll)                | Los tontos de las bolas               |
| Prov   |                             | Los galanes (Los Majaras) El Puerto de Santa María |                                       |
| Prov   |                             | Los cabales (F.A. Ramírez) San Fernando            | Los maolillos (J.Rivero) San Fernando |
| Prov   |                             | Los neoyorquinos Isla Cristina                     | Los Popeyes (Requeté) San Fernando    |

1973
Por primera vez los cuartetos entran en el concurso.
Se le otorga Accésit a las comparsas: Los guapos de la verbena y Los chicucos de Villacarriedo.
| Premio | Coros        | Comparsas                                           | Chirigotas                 | Cuartetos                       |
| ------ | ------------ | --------------------------------------------------- | -------------------------- | ------------------------------- |
| 1      | Los atlantes | Capricho andaluz                                    | Los tunos tunantes         | Don Mendo y sus mendas lerendas |
| 2      |              | Estampas goyescas (Paco Alba)                       | Los empeladores            |                                 |
| 3      |              |                                                     | Los don Cicuta             |                                 |
| Prov   |              | Los charlots (Los Majaras) El Puerto de Santa María |                            |                                 |
| Prov   |              | Los mariachis Isla Cristina                         | Los picapiedras (J.Rivero) |                                 |
| Prov   |              | Los fenicios                                        |                            |                                 |

1974
Se le concede diploma a los coros: Los náuticos y Los tartesos.
| Premio | Coros | Comparsas                                              | Chirigotas                             | Cuartetos |
| ------ | ----- | ------------------------------------------------------ | -------------------------------------- | --------- |
| 1      |       | Los rumberos (P. Romero)                               | Los abuelitos chirigoteros (Paco Alba) |           |
| 2      |       | De Rodríguez                                           | Lo que el tiempo se llevó              |           |
| 3      |       |                                                        | Los bardos                             |           |
| 4      |       |                                                        | Los marinos del María sin fondo        |           |
| Prov   |       | Camarones de la Isla (A. Martín) San Fernando          | Los cabo cola                          |           |
| Prov   |       | Nobleza baturra (Los Majaras) El Puerto de Santa María |                                        |           |
| Prov   |       | Los rederos                                            |                                        |           |

1975
- Adultos

Los belloteros (Paco Alba) se presentaron como chirigota, pero obtuvieron el primer premio de comparsa.
| Premio | Coros                   | Comparsas                                                | Chirigotas                           | Cuartetos                                      |
| ------ | ----------------------- | -------------------------------------------------------- | ------------------------------------ | ---------------------------------------------- |
| 1      | Solera gaditana         | Los napolitanos (P. Romero) Los belloteros (Paco Alba)   | Los cocineros del pan rallao         |                                                |
| 2      | Los payadores gaditanos | Ecos del Paraguay (R. Villa)                             | Los majaras del desierto             | Don Juan Tenorio y los que fueron al velatorio |
| 3      |                         | Animadores de cabaret (L. Ripoll)                        |                                      |                                                |
| Prov   |                         | Alegrías de Cádiz (Los Majaras) El Puerto de Santa María | Los mosquitos de canillas (J.Rivero) |                                                |
| Prov   |                         | Los buenaventurados (M.Áres) San Fernando                | Los escribas de los faraones         |                                                |
| Prov   |                         | Aires bandoleros (El Chusco) Chipiona                    | Los arrieros                         |                                                |

- Infantiles

| Premio | Coro | Comparsas    | Chirigotas               | Cuartetos |
| ------ | ---- | ------------ | ------------------------ | --------- |
| 1      |      |              | Los majitos de Cádiz     |           |
| 2      |      |              | El abuelito y sus nietos |           |
| 3      |      | Los errantes | Los últimos pistoleros   |           |

- Juveniles

| Premio | Coros | Comparsas                          | Chirigotas | Cuartetos |
| ------ | ----- | ---------------------------------- | ---------- | --------- |
| 1      |       | Romance caletero                   |            |           |
| 2      |       | Los churumbeles del tío de la tiza |            |           |

1976
- Adultos

| Premio | Coros                  | Comparsas                                  | Chirigotas                        | Cuartetos                  |
| ------ | ---------------------- | ------------------------------------------ | --------------------------------- | -------------------------- |
| 1      | Voces de Cai           | Carnaval 76                                | Los músicos del racataplán        | Los hijos de la glan China |
| 2      | Los bobos de la fiesta | España y olé ([Antonio Martín]) Marionetas | Los manganelis                    |                            |
| 3      |                        | Ilusión carnavalesca                       | Los pícaros Los gitanos embrujaos |                            |
| Prov   |                        | La sal de mi tierra San Fernando           | Los mozos de Villamula del Monte  | Los pensionistas yeyé      |
| Prov   |                        | Los apaches de París                       | Los don Pepiño (J.Rivero)         |                            |
| Prov   |                        | Poetas andaluces (El Chusco) Chipiona      | Los que se fueron                 |                            |

- Infantiles

| Premio | Coro | Comparsas | Chirigotas                                     | Cuartetos |
| ------ | ---- | --------- | ---------------------------------------------- | --------- |
| 1      |      |           | Los niños de los Alpes                         |           |
| 2      |      |           | Los de la tarjeta Los sobrinos del tío Honorio |           |

## Carnaval en democracia (desde 1977)
1977
- Adultos

| Premio | Coros                   | Comparsas                             | Chirigotas                                                | Cuartetos                                         |
| ------ | ----------------------- | ------------------------------------- | --------------------------------------------------------- | ------------------------------------------------- |
| 1      | Los dedócratas          | Los mandingos (Antonio Martín García) | Los nuevos demócratas (Rodrigo López Romo)                | Se coló Colón (El peña)                           |
| 2      | Las figuras del ajedrez | Nuestra Andalucía (Pedro Romero)      | Los comecocos                                             | Don Anacleto y sus tres analfabetos (El Chimenea) |
| 3      | Los de la bota          | Carrusel de colores (Luis Ripoll)     |                                                           |                                                   |
| Prov   |                         | Los corregidores                      | Los Tip y Coll (Diego Caraballo) El Puerto de Santa María |                                                   |
| Prov   |                         | Almas alegres                         |                                                           |                                                   |
| Prov   |                         | Canela en rama                        |                                                           |                                                   |

- Infantiles

| Premio | Coro | Comparsas            | Chirigotas                                  | Cuartetos |
| ------ | ---- | -------------------- | ------------------------------------------- | --------- |
| 1      |      | Fantasía Wlat Disney | Al Capone y sus matones (José Luis Bustelo) |           |
| 2      |      | Los pequeños cosacos |                                             |           |

1978
- Adultos

| Premio | Coros                 | Comparsas                               | Chirigotas                                 | Cuartetos                                    |
| ------ | --------------------- | --------------------------------------- | ------------------------------------------ | -------------------------------------------- |
| 1      | La guillotina         | Los tribunos(Pedro Romero)              | Los de la madre pelusa                     | Pájaro que vuela, a la Zarzuela              |
| 2      | Los liberales de 1800 | Los golfos(Luis Ripoll)                 | Los pornográficos(Fletilla)                | El sargento Veneno y dos o tres por lo menos |
| 3      | Los camaleones        | Savia nueva                             | Los tenistas del Pinganillo de la Frontera | Despacio 2002                                |
| Prov   |                       | Raza mora (Los Majaras)                 | Los catetodráticos                         |                                              |
| Prov   |                       | Los arrabaleros (Antonio Martín García) | Los vendedores de queso manchego           |                                              |
| Prov   |                       | Recordando a Maurice Chevalier          | Los amnistiados                            |                                              |

- Infantiles

| Premio | Coro | Comparsas                                  | Chirigotas | Cuartetos |
| ------ | ---- | ------------------------------------------ | ---------- | --------- |
| 1      |      | Los geyperman                              |            |           |
| 2      |      | Los chinitos del amol San Fernando         |            |           |
| 3      |      | Lunarito flamenco El Puerto de Santa María |            |           |
| Acc    |      | Los niños de la Operación Plus Ultra       |            |           |

- Juveniles

| Premio | Coros | Comparsas                         | Chirigotas | Cuartetos |
| ------ | ----- | --------------------------------- | ---------- | --------- |
| 1      |       | Los de Maracaibo                  |            |           |
| 2      |       | Los segadores                     |            |           |
| 3      |       | Los gitanos de la sierra          |            |           |
| Acc    |       | Los vendedores antiguos de prensa |            |           |

1979
- Adultos

Premio Especial: Los vendedores de marisco (comparsa)
| Premio | Coros                                   | Comparsas                                                                     | Chirigotas                                             | Cuartetos                                 |
| ------ | --------------------------------------- | ----------------------------------------------------------------------------- | ------------------------------------------------------ | ----------------------------------------- |
| 1      | Los buhoneros Los plumeros del carnaval | Navegantes gaditanos(Pedro Romero) Ángeles y demonios (Antonio Martín García) | Los Mulilleros de Cai (Fletilla)                       | Audiencia Pública                         |
| 2      | Los piconeros                           |                                                                               | Los bacalaos de Escocia(Fletilla)                      | La gitana Gabriela y sus tres churumbeles |
| 3      | Fantasía rusa                           | Húngaros gitanos                                                              | Los capullitos de alhelí                               | El comandante Matraca y sus tres azafatas |
| Prov   | Aires de mi tierra Puerto Real          | Hombres del campo Chiclana de la Frontera                                     | El profesor Majareta y los niños probetas San Fernando |                                           |
| Prov   |                                         | Cantares                                                                      | El gran espectáculo                                    |                                           |
| Prov   |                                         | Los Charlies River (Antonio Martín García)                                    | Los antiguos boticarios                                |                                           |

- Infantiles

| Premio | Coro | Comparsas                                     | Chirigotas | Cuartetos |
| ------ | ---- | --------------------------------------------- | ---------- | --------- |
| 1      |      | Españoles                                     |            |           |
| 2      |      | Los chamaquitos                               |            |           |
| 3      |      | Los muñequitos de guiñol                      |            |           |
| Prov   |      | Los lazarillos El Puerto de Santa María       |            |           |
| Prov   |      | Duendes de La Caleta El Puerto de Santa María |            |           |
| Prov   |      | El sheriff y sus comisarios San Fernando      |            |           |

- Juveniles

| Premio | Coros | Comparsas                    | Chirigotas | Cuartetos |
| ------ | ----- | ---------------------------- | ---------- | --------- |
| 1      |       | Dueños del mundo             |            |           |
| 2      |       | Los pichis (Luis Ripoll)     |            |           |
| 3      |       | Aires hispanameños           |            |           |
| Prov   |       | Los traineros Barbate        |            |           |
| Prov   |       | Promesas del sur Puerto Real |            |           |

### Años 1980
1980
- Adultos

| Premio | Coros                           | Comparsas                                | Chirigotas                                | Cuartetos                                        |
| ------ | ------------------------------- | ---------------------------------------- | ----------------------------------------- | ------------------------------------------------ |
| 1      | Los pequeños cantores del Viena | Payos y gitanos                          | Los monos sinvergüenzas(Fletilla)         | Mario Carmelo y sus muñecos                      |
| 2      | Los viñeros                     | Los cholos del Altiplano(Antonio Bustos) | Trigolín y las letras locas               | Romeo y Julieta y dos que le dan a la chuleta    |
| 3      | La mascarada                    | Los guanches (Joaquín Quiñones)          | Las niñas del hula hoop                   | El comandante Custok y los que se tiran al pilón |
| Prov   | Estampa criolla Puerto Real     | Los simios(Los Majaras)                  | Las danzarinas locas                      | Rodriguito de Vivar                              |
| Prov   |                                 | Embrujo                                  | Paco Sandía y sus zagales harto garbanzos |                                                  |
| Prov   |                                 | Los tiroleses                            | Los vejetes desastrosos                   |                                                  |

- Infantiles

| Premio | Coro | Comparsas                                  | Chirigotas                 | Cuartetos |
| ------ | ---- | ------------------------------------------ | -------------------------- | --------- |
| 1      |      | Carnavalito chino                          |                            |           |
| 2      |      | Sueños de infancia                         |                            |           |
| 3      |      | Los superniños                             |                            |           |
| Prov   |      | Fantasía andaluza El Puerto de Santa María | Los supermanes Chiclana    |           |
| Prov   |      | Los ilusionistas Barbate                   | Pinches de Andalucía Vejer |           |

- Juveniles

| Premio   | Coros | Comparsas                                   | Chirigotas | Cuartetos |
| -------- | ----- | ------------------------------------------- | ---------- | --------- |
| Especial |       | Los lamas                                   |            |           |
| 1        |       | Bordón y prima                              |            |           |
| 2        |       | Los truhanes                                |            |           |
| 3        |       | Homenaje a la alegría                       |            |           |
| Prov     |       | Los niños de Écija El Puerto de Santa María |            |           |
| Prov     |       | Niños ricos, niños pobres Puerto Real       |            |           |

1981
- Adultos

| Premio | Coros                              | Comparsas                                              | Chirigotas                             | Cuartetos                                          |
| ------ | ---------------------------------- | ------------------------------------------------------ | -------------------------------------- | -------------------------------------------------- |
| 1      | Entre pitos y flautas              | Pregones                                               | Los marchosos de Fuentegirola          | Grandes relatos                                    |
| 2      | La Mafia                           | Los hijos de la noche (Enrique Villegas)               | Los vampiros tajarinas                 | El guía Cipriano y tres turistas italianos         |
| 3      | Los caballeros de la noche         | Charlatanes de feria (A.Martín)                        | El gato andaluz y los ratones coloraos | Cuatro parlamentarios parlanchines y estrafalarios |
| 4      | La Corporación bajo mazas          |                                                        |                                        |                                                    |
| 5      | Los Navegantes de la Trasatlantica |                                                        |                                        |                                                    |
|        | Los Corsarios                      |                                                        |                                        |                                                    |
| Prov   |                                    | Los vendimiadores andaluce (Requeté) San Fernando      | Los celtas cortos San Fernando         |                                                    |
| Prov   |                                    | Mi ribera del río (J.L Arniz) El Puerto de Santa María | Los pollitos mi compare San Fernando   |                                                    |
| Prov   |                                    | Gibraltareños (D. Caraballo) El Puerto de Santa María  | La saga de los porretas Rota           |                                                    |
| Acc    |                                    | Salado, dulce y amargo(Luis Ripoll)                    | Las empleadas de hogar                 |                                                    |

- Infantiles

| Premio | Coro | Comparsas                             | Chirigotas | Cuartetos |
| ------ | ---- | ------------------------------------- | ---------- | --------- |
| 1      |      | Vaqueros y coristas                   |            |           |
| 2      |      | Los tritones                          |            |           |
| 3      |      | Oliver Twist El Puerto de Santa María |            |           |
| 4      |      | El flautista de Hamelin               |            |           |

- Juveniles

| Premio | Coros            | Comparsas        | Chirigotas | Cuartetos |
| ------ | ---------------- | ---------------- | ---------- | --------- |
| 1      | Los concertistas | Los jamaicanos   |            |           |
| 2      |                  | Guitarra         |            |           |
| 3      |                  | Sombras del ayer |            |           |
| 4      |                  | Isla Margarita   |            |           |

1982
Se unifican las categorías locales y provinciales, pasando a ser seis las agrupaciones finalistas por modalidad excepto los cuartetos que siguen siendo tres.
- Adultos

| Premio | Coros                               | Comparsas                            | Chirigotas                                                | Cuartetos               |
| ------ | ----------------------------------- | ------------------------------------ | --------------------------------------------------------- | ----------------------- |
| 1      | Pinocho                             | Dioses del Olimpo (Joaquín Quiñones) | Los cruzados mágicos                                      | La boda del siglo       |
| 2      | Los taberneros de puerto (J. Pardo) | Los pimpis de Cai                    | Chochitos y cotufas                                       | El alcalde de Zalamea   |
| 3      | Piconeras y franceses               | Voces negras (A. Martín) )           | Los de la tercera edad de verdad                          | El cuento de Caperucita |
| 4      | Los fanfarrones de Cai              | Los califas                          | Los naranjitos                                            |                         |
| 5      | Los blasones de Cádiz               | Claveles                             | Los guardas del coto Doña Paca                            |                         |
| Acc    | Viva la Pepa                        | Rancho grande                        | El patata Clemente y los monaguillos del Palmar de Trille |                         |

- Infantiles

| Premio | Coro | Comparsas | Chirigotas                       | Cuartetos |
| ------ | ---- | --------- | -------------------------------- | --------- |
| 1      |      | Cai       | Los nitos del moro Musa Chiclana |           |

- Juveniles

| Premio | Coros           | Comparsas                        | Chirigotas                              | Cuartetos |
| ------ | --------------- | -------------------------------- | --------------------------------------- | --------- |
| 1      |                 | Tramperos del Canadá             | Los Tom Sawyer                          |           |
| 2      | Historia de Cai | Siete novias para siete hermanos | Los niños de la cometa blanca Conil     |           |
| 3      |                 | Gigoló                           | Los marcianos despistaos Medina Sidonia |           |
| 4      |                 | Añoranza de mi tierra            |                                         |           |
| Acc    |                 |                                  | Los petetes sinvergüenzas San Fernando  |           |

1983
- Adultos

| Premio | Coros                            | Comparsas               | Chirigotas               | Cuartetos                               |
| ------ | -------------------------------- | ----------------------- | ------------------------ | --------------------------------------- |
| 1      | La Tía Norica (J.Pardo)          | Agua clara (A.Martín)   | Los tontos no se separan | La señorita Maribel y tres niños de EGB |
| 2      | La tertulia de Doña Frasquita    | Robots (J.Quiñones)     | Los cegatos con botas    | Dallas                                  |
| 3      | Los caballitos que suben y bajan | Los jinetes de la Pampa | Los mohosos              | El show de Lola Coliflores              |
| 4      | Gran Hotel                       | Los comuneros           | Los locos del rock       |                                         |
| 5      | Salada claridad                  | Grandes genios          | Los paños de cocina      |                                         |
| Acc    | La Caravana                      | Farsantes y comediantes | Cine cómico              |                                         |

- Infantiles

| Premio | Coro | Comparsas         | Chirigotas                | Cuartetos |
| ------ | ---- | ----------------- | ------------------------- | --------- |
| 1      |      | Los pajes del Rey | Los niños de la hojilla   |           |
| 2      |      | Raíces            | Zapateros remendones Rota |           |

- Juveniles

| Premio | Coros | Comparsas                     | Chirigotas                | Cuartetos |
| ------ | ----- | ----------------------------- | ------------------------- | --------- |
| 1      |       | Brasil                        | Los piratas de la cascada |           |
| 2      |       | Arqueros de la esperanza Rota |                           |           |
| 3      |       | Almas errantes                |                           |           |
| Acc    |       | Con otro acento               |                           |           |

1984
- Adultos

El cuarteto Goma-2 de Antonio Martínfue descalificado por no terminar su actuación. A pesar de la retirada de este grupo, el jurado decidió que el segundo premio quedase desierto, dándole a 'Una de historia a la plancha' el tercero.
| Premio | Coros                              | Comparsas                         | Chirigotas                      | Cuartetos                    |
| ------ | ---------------------------------- | --------------------------------- | ------------------------------- | ---------------------------- |
| 1      | Guacamayos y lechuguinos (J.Pardo) | Filo andaluz                      | Los llaveros solitarios         | Las primerizas               |
| 2      | Hay moros en la costa Puerto Real  | Andaluces por el mundo (A.Martín) | TBO                             |                              |
| 3      | Casanova                           | Quince piedras                    | Las abejas de Ruinasa           | Una de historia a la plancha |
| 4      | Los mensajeros de la paz           | Canela y clavo                    | Los concertistas desconcertados |                              |
| 5      | Olé gaditano                       | Gandhi                            | Los indiotas                    |                              |
| Acc    | Arco iris                          | Requiebro (M.Áres)                | Pulpo a la gallega              |                              |

- Infantiles

| Premio | Coro | Comparsas                          | Chirigotas    | Cuartetos |
| ------ | ---- | ---------------------------------- | ------------- | --------- |
| 1      |      | Mensajeros de la alegría           | Arte de vivir |           |
| 2      |      | Cascabeles                         |               |           |
| 3      |      | Pregoneros de caballa San Fernando |               |           |
| Acc    |      | Infancia callejera                 |               |           |

- Juveniles

| Premio | Coros | Comparsas            | Chirigotas                              | Cuartetos |
| ------ | ----- | -------------------- | --------------------------------------- | --------- |
| 1      |       | Articios de cuerda   | Los cuentos de mi papá Algeciras        |           |
| 2      |       | Carnavalisimo        | El comando del capitán Tajarina Barbate |           |
| 3      |       | Los rondeños Barbate |                                         |           |
| Acc    |       | Alhambra             |                                         |           |

1985 
Se reduce el número de finalistas de seis a tres por modalidad. Excepto los cuartetos que siguen siendo tres.
- Adultos

| Premio | Coros                               | Comparsas              | Chirigotas                 | Cuartetos       |
| ------ | ----------------------------------- | ---------------------- | -------------------------- | --------------- |
| 1      | La banda municipal                  | Entre rejas (A.Martín) | Los brutos secos           | Radio Macuto    |
| 2      | El callejón de los negros (J. Pardo | Braceros de pueblo     | Los carreros de la Alianza | Los Karajotekas |
| 3      | Mi no comprender Puerto Real        | Las coplas             | Los supermantas            | Puesta en coma  |

- Infantiles

| Premio | Coro | Comparsas         | Chirigotas                               | Cuartetos                               |
| ------ | ---- | ----------------- | ---------------------------------------- | --------------------------------------- |
| 1      |      | Antifaces de oro  | Botones Barbate                          | Dos del comité, el pelotas y Don Andrés |
| 2      |      | Príncipes malayos | Un montón de bombones Rota               |                                         |
| 3      |      | Palomas blancas   | Los que nacieron en domingo San Fernando |                                         |

- Juveniles

| Premio | Coros | Comparsas     | Chirigotas   | Cuartetos |
| ------ | ----- | ------------- | ------------ | --------- |
| 1      |       | Filibusteros  | Los bailones |           |
| 2      |       | Candela       |              |           |
| 3      |       | Azúcar morena | Los latosos  |           |

1986
- Adultos

Aunque no participaron en la final se les concedió un accésit a las comparsas Orfebres y Media suela.
| Premio | Coros                        | Comparsas                 | Chirigotas                                     | Cuartetos                                               |
| ------ | ---------------------------- | ------------------------- | ---------------------------------------------- | ------------------------------------------------------- |
| 1      | La viudita naviera           | Soplos de vida (A.Martín) | Las momias de güete pa gua los niños (El Love) | El loco de la Mancha y una mancha de locos              |
| 2      | Me tocó la China Puerto Real | Cargaores gaditanos       | Cada uno con la suya                           | Pero, ¿Por quién puñetas doblan las campanas?           |
| 3      | La plastilina                | Hombres lobos             | Los tontos de capirote                         | La enfermera, Don José y un enfermo que sabe más que él |

- Infantiles

| Premio | Coro | Comparsas        | Chirigotas              | Cuartetos                               |
| ------ | ---- | ---------------- | ----------------------- | --------------------------------------- |
| 1      |      | De cuna gaditana | Contamos contigo        |                                         |
| 2      |      | Carnavalisimo    | Vamos de marcha Barbate | Pepe el tiznao y tres muñecos descaraos |
| 3      |      | Melodía          | Los patos patosos       |                                         |

1987
El concurso se celebra en el Teatro Andalucía, ya que el Gran Teatro Falla se encontraba en reformas.
Se aumenta el número de finalistas de tres a cuatro por modalidad.
- Adultos

| Premio | Coros                         | Comparsas                   | Chirigotas                                         | Cuartetos                           |
| ------ | ----------------------------- | --------------------------- | -------------------------------------------------- | ----------------------------------- |
| 1      | Watussi                       | A fuego vivo (A.Martín)     | Un montón de guanaminos (El Carapalo)              | El cuarteto siempre llama dos veces |
| 2      | Tierra a la vista Puerto Real | Con gancho                  | Terror terrorífico en la casa del horror horroroso | Los colocaos                        |
| 3      | Cuarenta en bastos            | Caballos andaluces          | Los alcaldes de barrio                             |                                     |
| 4      | Puerta del mar                | ¡Esto es carnaval! (M.Áres) | Las olas del campo er su                           |                                     |

Aunque no participó en la final, se le concedió un accésit al cuarteto Enredo.
- Infantiles

| Premio | Coro | Comparsas                                   | Chirigotas                                           | Cuartetos                                                    |
| ------ | ---- | ------------------------------------------- | ---------------------------------------------------- | ------------------------------------------------------------ |
| 1      |      | Bajamar Barbate                             | Tocinitos de cielo                                   | Los ases del deporte                                         |
| 2      |      | Caña del país                               | Los pueblerinos de Puebla                            | Ya está el guía en la esquina esperando a los buscapamplinas |
| 3      |      | En blanco y negro                           | Los giardianes del castillo y sus fantasmas Chiclana |                                                              |
| 4      |      | Un rayito de luz Nuevo amanecer Puerto Real |                                                      |                                                              |

- Juveniles

| Premio | Coros | Comparsas               | Chirigotas | Cuartetos |
| ------ | ----- | ----------------------- | ---------- | --------- |
| 1      |       | Caminitos de Cai        |            |           |
| 2      |       | Tragabolos              |            |           |
| 3      |       | Scaramuch               |            |           |
| 4      |       | Por la vía San Fernando |            |           |

1988
- Adultos

| Premio | Coros                                     | Comparsas                 | Chirigotas                                         | Cuartetos                |
| ------ | ----------------------------------------- | ------------------------- | -------------------------------------------------- | ------------------------ |
| 1      | Quo Cadix                                 | Al compás de mi cepillo   | Los combois d`a pejeta                             | El velatorio             |
| 2      | Camelot                                   | España la nueva           | Los del perejil lacio                              | Los niños también lloran |
| 3      | Rodeo                                     | Caña y mimbre             | Los conquistadores de la trastienda de casa Crespo |                          |
| 4      | Academy guan point de los estates quietos | Entre tus brazos (M.Áres) | Neptuno, ten cuidao con los trasmayos              |                          |

- Infantiles

| Premio | Coro           | Comparsas                 | Chirigotas              | Cuartetos            |
| ------ | -------------- | ------------------------- | ----------------------- | -------------------- |
| 1      | El sueño de Oz | De coco y huevo Conil     | Los pilotos del azafrán | Una batalla a plazos |
| 2      |                | Toma castaña              | Las notas musicales     | Celadores romanos    |
| 3      |                | Vendiendo sabores Barbate | Tutti-fruti Barbate     |                      |
| 4      |                | Viento de levante         | Cómete el coco          |                      |

- Juveniles

| Premio | Coros | Comparsas                                 | Chirigotas                                | Cuartetos |
| ------ | ----- | ----------------------------------------- | ----------------------------------------- | --------- |
| 1      |       | Carpintero de ribera                      | Los imperdibles                           |           |
| 2      |       | Entre copla y copla                       | Cualquiera que nos vea nos toma por locos |           |
| 3      |       | Chacolín                                  | Si te he visto no me acuerdo              |           |
| 4      |       | Fantasía del mar El Puerto de Santa María | Los que pasan del mundo                   |           |

1989
- Adultos

| Premio | Coros                    | Comparsas                        | Chirigotas                          | Cuartetos                  |
| ------ | ------------------------ | -------------------------------- | ----------------------------------- | -------------------------- |
| 1      | Takatá chin chin pom pom | Nos quedamos de piedra           | El crimen del mes de mayo           |                            |
| 2      | El Imperio Inca          | Tras la máscara (Antonio Martín) | Figuritas                           |                            |
| 3      | Noche de ronda (J. Pardo | Los soldaditos                   | Los sanmolontropos verdes (El Selu) | No moverse que ahora vengo |
| 4      | Pasaje a la India        | La fábrica tabaco (J.Quiñones)   | Miky Jackson y los Bitter cal       | ¡Ojú que calor!            |

- Infantiles

| Premio | Coro             | Comparsas                        | Chirigotas            | Cuartetos        |
| ------ | ---------------- | -------------------------------- | --------------------- | ---------------- |
| 1      | Cajita de música | Burgaíllos Barbate               | Pasen y vean Barbate  | Valientes cuatro |
| 2      |                  | Momo                             | A por otro            | Patio andaluz    |
| 3      |                  | Sembrando ilusiones San Fernando | Los bizkingos         |                  |
| 4      |                  | Por caminos y vereas Conil       | Los picaítos Chiclana |                  |

- Juveniles

| Premio | Coros | Comparsas                                        | Chirigotas                                           | Cuartetos |
| ------ | ----- | ------------------------------------------------ | ---------------------------------------------------- | --------- |
| 1      |       | Piñata                                           | Los que van en cabeza San Fernando                   |           |
| 2      |       | Sin rumbo Barbate                                | Los nominaos                                         |           |
| 3      |       | Testigos de la Historia El Puerto de Santa María | La antología de Atonio Machín                        |           |
| 4      |       | Pasacalle Puerto Real                            | Los pescadores de los bloques de la punta San Felipe |           |

### Años 1990
1990
- Adultos

| Premio | Coros                                | Comparsas                         | Chirigotas                                                                       | Cuartetos                |
| ------ | ------------------------------------ | --------------------------------- | -------------------------------------------------------------------------------- | ------------------------ |
| 1      | Batmonos que nos vamos               | La mar de coplas (Antonio Martín) | Hasta que la muerte nos separe                                                   |                          |
| 2      | Garambainas y perendengues (J. Pardo | Solera duende y misterio          | Los santos inocentes                                                             | Otro duelo pero sin caja |
| 3      | Que no pare la música                | De ida y vuelta                   | Salimos de Marte un miércoles para llegar el jueves porque el viernes era fiesta | Marías de la Bahía       |
| 4      | Barrio chino                         | Missisipi club (J.Quiñones)       | Carnaval 2036: Piconeros galácticos                                              |                          |

- Infantiles

| Premio | Coro | Comparsas            | Chirigotas                        | Cuartetos                      |
| ------ | ---- | -------------------- | --------------------------------- | ------------------------------ |
| 1      |      | Vaporcito del puerto | Buscando un tipo desesperadamente | Los Joselitos de la voz de oro |
| 2      |      | Cachorros Barbate    | Pequeñeces, no. Gracias           | Recién casados                 |
| 3      |      | Fiesta de carnaval   | Los gallifantes Chiclana          |                                |
| 4      |      | El color de la magia | Chicago Barbate                   | Cinco lenguas diferentes       |

- Juveniles

| Premio | Coros | Comparsas              | Chirigotas                                  | Cuartetos                                              |
| ------ | ----- | ---------------------- | ------------------------------------------- | ------------------------------------------------------ |
| 1      |       | A los cuatro vientos   | Los muequitos de los semáforos San Fernando |                                                        |
| 2      |       | Cabalgata              | Los amlas hechuras                          | No me escupas que llevo gafas El Puerto de Santa María |
| 3      |       | Andalusí Barbate       | Los rompeolas                               |                                                        |
| 4      |       | Burgaíllos y caracoles | Parabelum y creelum                         |                                                        |

1991
El Concurso de Agrupaciones vuelve al Teatro Falla, habiéndose celebrado las anteriores ediciones (1987, 1988, 1989 y 1990) en el Teatro Andalucía.
- Adultos

| Premio | Coros                      | Comparsas                       | Chirigotas                                               | Cuartetos            |
| ------ | -------------------------- | ------------------------------- | -------------------------------------------------------- | -------------------- |
| 1      | Vamos a la ópera (J. Pardo | Encajebolillos (Antonio Martín) | Los príncipes encantados, ¡gracias igualmente! (El Love) | Tres notas musicales |
| 2      | A Venecia del tirón        | Calabazas (M.Áres)              | Bebe a bordo                                             |                      |
| 3      | Del cuarto reich           | Anónimo gaditano (J.Quiñones)   | El concierto del siglo                                   |                      |
| 4      | La jaima                   | Con sal y pimienta              | Acorralado (A. Palo)                                     |                      |

- Infantiles

| Premio | Coro | Comparsas                | Chirigotas                                | Cuartetos                  |
| ------ | ---- | ------------------------ | ----------------------------------------- | -------------------------- |
| 1      |      | Garabatos                | Esta chirigota va a traer cola            | Los nenes de la Dolce Vita |
| 2      |      | Tintín Pirulero          | Una chirigota con mucho ange San Fernando |                            |
| 3      |      | Sentrañitas mías Barbate | Pelele Grinitos La Línea                  |                            |
| 4      |      | Entre dos mares Barbate  |                                           |                            |

- Juvenil

| Premio | Coros | Comparsas                     | Chirigotas                                               | Cuartetos |
| ------ | ----- | ----------------------------- | -------------------------------------------------------- | --------- |
| 1      |       | Su vida en mis manos          | Coral Vajillas                                           |           |
| 2      |       | Desenfado Barbate             | Ñan ñan que te como                                      |           |
| 3      |       | Penas y alegrías San Fernando | Los voltios pilas zolidinas del escaparate de la esquina |           |
| 4      |       | Noche de estrella             | Mira que bonita viene con las velas San Fernando         |           |

1992
- Adultos

| Premio | Coros               | Comparsas                    | Chirigotas                                                | Cuartetos                   |
| ------ | ------------------- | ---------------------------- | --------------------------------------------------------- | --------------------------- |
| 1      | Tutilimundis        | Suspiros de Cai (J.Quiñones) | El que la lleva la entiende (El Selu/El Yuyu/Erasmo)      |                             |
| 2      | Guanahaní (J. Pardo | Los trotamúsicos (A.Martín)  | Bien nos diste coba, Cristoba                             |                             |
| 3      | Los pájaros         | Oye mi canto                 | Salsero sero sero siete y salió el salsero sero sero seis | Negociación a cuatro bandas |
| 4      | La inquisición      | Do re mi fasoleando (M.Áres) | Al pirulí de La Habana                                    | Top secret                  |

- Infantiles

| Premio | Coro | Comparsas                                 | Chirigotas                                 | Cuartetos |
| ------ | ---- | ----------------------------------------- | ------------------------------------------ | --------- |
| 1      |      | Al agüita fresca                          | Sopla, sopla, verás como toca San Fernando |           |
| 2      |      | Batillo                                   | Santamaría, que pinta tiene la niña        |           |
| 3      |      | Corazón errante Barcelona                 | Tunantes de ahora, de siempre y de antes   |           |
| 4      |      | A las claritas del día. El diario Barbate | Los sobrinillos he Tió Pepe San Fernando   |           |

- Juveniles

| Premio | Coros | Comparsas                             | Chirigotas                                  | Cuartetos |
| ------ | ----- | ------------------------------------- | ------------------------------------------- | --------- |
| 1      |       | Febrero loco                          | ¡Mamita, échame salsita!                    |           |
| 2      |       | La fragua                             | Cuidadito con nostros que buscamos bonka    |           |
| 3      |       | Soñadores de España                   | ¡Dale, dale, que no te engaña!              |           |
| 4      |       | Al rojo vivo El Puerto de Santa María | Los boin boin boin y no vamos de James Bown |           |

1993
- Adultos

| Premio | Coros                        | Comparsas                      | Chirigotas                               | Cuartetos               |
| ------ | ---------------------------- | ------------------------------ | ---------------------------------------- | ----------------------- |
| 1      | La tienda la cabra (J. Pardo | Los miserables (M.Áres)        | Con el sudor del de enfrente (El Selu)   | Onde va con la chochera |
| 2      | La noche                     | El bache                       | Partido de risa obrero español (El Love) |                         |
| 3      | Tracaná                      | El titiritero (Antonio Martín) | Los puestos de h´lao                     | Los fildorillos         |
| 4      | Quédate con mi copla         | La tuna del loco               | Esto está amañao                         |                         |

- Infantiles

| Premio | Coro | Comparsas                      | Chirigotas                                                    | Cuartetos |
| ------ | ---- | ------------------------------ | ------------------------------------------------------------- | --------- |
| 1      |      | Payasitos                      | Los cojos de La Caleta                                        |           |
| 2      |      | Con alma gaditana              | Quillo, vaya tela que corte San Fernando                      |           |
| 3      |      | Entre Dolores y Lola Trebujena | Los depentiendes de Perián                                    |           |
| 4      |      | De la isa al tanguillo         | Los empotraos de la calle San Miguel esquina Javier de Burgos |           |

- Juveniles

| Premio | Coros | Comparsas            | Chirigotas                                      | Cuartetos |
| ------ | ----- | -------------------- | ----------------------------------------------- | --------- |
| 1      |       | Al son del Carnaval  | Strupper                                        |           |
| 2      |       | Caravana de bohemios | Este año en la final porque somos de la capital |           |
| 3      |       | Golpes de mar        | Los distintos                                   |           |
| 4      |       | Alma gemela Barbate  | Los chamacos de La Gloria                       |           |

1994
- Adultos

| Premio | Coros              | Comparsas                                  | Chirigotas                                        | Cuartetos                  |
| ------ | ------------------ | ------------------------------------------ | ------------------------------------------------- | -------------------------- |
| 1      | El coro (J. Pardo  | La ventolera (M.Áres)                      | Las viudas de los bisabuelos de los viejos del 55 |                            |
| 2      | Inocente, Inocente | Güenagente                                 | Los titis de Cai (El Selu)                        | No me chilles que me canso |
| 3      | The music family   | Las verdades del barquero (Antonio Martín) | Caimán (El Sheriff)                               | Déjalo, bien lo sabe Dios  |
| 4      | Carnavaleando      | Noche de Falla (J.Quiñones)                | Dios dijo hermanos, pero no primos                |                            |

1995
| Premio | Coros                | Comparsas                          | Chirigotas                                  | Cuartetos            |
| ------ | -------------------- | ---------------------------------- | ------------------------------------------- | -------------------- |
| 1      | El pregón (J. Pardo  | Charrúas (J. Quiñones)             | Los lacios (El Selu)                        |                      |
| 2      | ¡Qué latazo!         | El Brujo (M. Ares)                 | Los últimos en enterarse (El Yuyu)          | Este trío es un caso |
| 3      | El coro de los niños | Los principiantes (Antonio Martín) | Los hombres del neardenthal, ¡hola que tal! |                      |
| 4      | Los cuentistas       | Taller de melodías                 | Los caballeros de la Edad Media             |                      |

1996
| Premio | Coros                   | Comparsas                             | Chirigotas                        | Cuartetos                  |
| ------ | ----------------------- | ------------------------------------- | --------------------------------- | -------------------------- |
| 1      | Buque Escuela (J. Pardo | La trinchera (M.Áres)                 | Una chirigota con clase (El Love) | Windous 95                 |
| 2      | ¡Oh Cádiz!              | El viejo refranero (J.M. Prada Durán) | Los bordes del área (El Yuyu)     | Aquellos maravillosos años |
| 3      | El chichibolo           | Los Quijotes del sur (Antonio Martín) | Las marujas (El Selu)             |                            |
| 4      | Al asalto de Cádiz      | Grumetes gaditanos                    | Los guiris (J.C. Aragón)          |                            |

1997
| Premio | Coros                        | Comparsas                       | Chirigotas                                        | Cuartetos                    |
| ------ | ---------------------------- | ------------------------------- | ------------------------------------------------- | ---------------------------- |
| 1      | El habla de Cádiz            | Los buscavidas (Antonio Martín) | Los aleluyas                                      | Ser o no ser                 |
| 2      | El tío de la tiza (J. Pardo) | El vapor (M.Áres)               | Banda de música de Cagarrutas del Monte (El Selu) | Los auténticos micromachines |
| 3      | Trinidad                     | La botica                       | Blancanieves y los 7 enanitos                     | Cuarteto Local               |
| 4      | De cada gaditano             | Dando leña (J.Quiñones)         | Guasa cubana                                      |                              |

1998
| Premio | Coros                    | Comparsas                 | Chirigotas                         | Cuartetos                                 |
| ------ | ------------------------ | ------------------------- | ---------------------------------- | ----------------------------------------- |
| 1      | La máquina               | Los piratas (M.Áres)      | Los juancojones (El Love)          | Encadenados                               |
| 2      | Los últimos de Filipinas | El cielo de Cádiz         | Los arapahoe que joe (El Yuyu)     | Se dan clases de latín, precio a convenir |
| 3      | El bohío (J. Pardo       | Patiovecino               | Club de fanes de Estrellita Castro |                                           |
| 4      | Al liquindoi             | El baratillo (J.Quiñones) | La familia Pepperoni               |                                           |

1999
| Premio | Coros                             | Comparsas                 | Chirigotas                     | Cuartetos               |
| ------ | --------------------------------- | ------------------------- | ------------------------------ | ----------------------- |
| 1      | La Cuesta Jabonería (F. Pastrana) | La Parra Bomba (L. Galán) | Los Yesterday (J.C. Aragón)    | Peña CRC Los pejigueras |
| 2      | El ventorrillo                    | El circo (J.Quiñones)     | Los pofesionales (El Love)     |                         |
| 3      | La prevención (J. Pardo           | Los templarios (M.Áres)   | Los panchitos de Guardalajarra |                         |
| 4      | El gramófono                      | Los musiquitas (T. Tovar) | Los hijos del Lama (Carapapas) |                         |

### Años 2000
2000
En este año el concurso sufrió una variación en cuanto al número de finalistas por modalidad. Dado que los cuartetos no solían rellenar los cuatro huecos disponibles para ellos, se optó por rellenarlos con otras agrupaciones que a criterio del jurado merecieran estar en la final. Quedando de esta forma en 16 el número fijo de finalistas. También se acordó no dejar premios desiertos, como ocurría en años anteriores con los cuartetos.
| Premio | Coros               | Comparsas                      | Chirigotas                          | Cuartetos               |
| ------ | ------------------- | ------------------------------ | ----------------------------------- | ----------------------- |
| 1      | Los desoterraos     | Los del año catapum (T. Tovar) | Los de capuchinos (M. Santander)    | Doble o nada (V. Luque) |
| 2      | La tregua (J. Pardo | El tronío de Cai               | Los roqueros de la puebla (El Yuyu) |                         |
| 3      | Calle Nueva         | A Sotavento                    | Los enterraores del siglo XX        |                         |
| 4      | La frontera         | Marinero en tierra (L. Galán)  | Flamenkito Apaleao (J.C. Aragón)    |                         |
| 1Acc   | El tren botijo      |                                | Los tontunos (El Love)              |                         |
| 2Acc   |                     |                                | Los porculines (El Selu)            |                         |

2001 
| Premio | Coros                                | Comparsas                      | Chirigotas                                        | Cuartetos                                       |
| ------ | ------------------------------------ | ------------------------------ | ------------------------------------------------- | ----------------------------------------------- |
| 1      | La gaditana (J. Pardo                | La niña de mis ojos (M.Áres)   | Tampax goyescas, comparsa fina y segura (El Yuyu) | El marqués, la marquesa y quince metros de mesa |
| 2      | De Cai Cai (K. Zamora y F. Pastrana) | Los condenaos (J.C. Aragón)    | El atlético agujetas (M. Santander)               |                                                 |
| 3      | El Balneario de la Palma             | Mal de amores (A. busto Pavón) | El que vale, vale (El Selu)                       |                                                 |
| 4      | Muerte al gordo                      | Los mercenarios (J.Quiñones)   | Los panteras (J.C. Aragón)                        |                                                 |
| 1Acc   |                                      | La plaza de las canastas       | Los todopoderosos (Carapapas)                     |                                                 |
| 2Acc   |                                      |                                | Los mosqueteos (El Sheriff)                       |                                                 |

2002 
| Premio | Coros                           | Comparsas                        | Chirigotas                               | Cuartetos             |
| ------ | ------------------------------- | -------------------------------- | ---------------------------------------- | --------------------- |
| 1      | Los voluntarios                 | Los ángeles caídos (J.C. Aragón) | Ojú, ya saltó el levante (El Love)       | Ozú opá               |
| 2      | El castillo encantado (J. Pardo | La revolución (M.Áres)           | Los que vinieron de Leningrado (El Yuyu) | Los hombres del campo |
| 3      | De tapadíllo                    | La mina de plata                 | Villanciscos Pop-pulares                 |                       |
| 4      | Génesis                         | Simplemente Cádiz                | Los inventores                           |                       |
| Acc    | De barrio en barrio             |                                  | Vota PICHA (J.C. Aragón)                 |                       |

2003
Debido a la protesta el año anterior de la comparsa de Joaquín Quiñones En propia mano (5.º) y la comparsa de Luis Ripoll La Pájara Pinta (6.º) que se quedaron fuera de la final, a pesar de tener más puntos que otras agrupaciones finalistas, a partir de este año los huecos libres que dejaron los cuartetos se rellenaron con las agrupaciones que consiguieron más puntos en las otras modalidades.
| Premio | Coros                              | Comparsas                    | Chirigotas                                        | Cuartetos               |
| ------ | ---------------------------------- | ---------------------------- | ------------------------------------------------- | ----------------------- |
| 1      | Cumpleaños feliz (J. Pardo         | Guadalupe                    | Ay que malito estoy y que poco me quejo (El Love) | Los del barrio          |
| 2      | La leva                            | Los vikingos (J.Quiñones)    | Los pringaos                                      | Esta familia está colgá |
| 3      | El pájaro verde                    | Calle de la mar (M.Áres)     | Don Quijote concervantes y colorantes             |                         |
| 4      | www.nosvemosenlaplaza.com...fianza | Los americanos (J.C. Aragón) | Los quince en la piedra (K. Remolino)             |                         |
| Acc    |                                    | Los aprendices...            | La chulerí...a de Luis Marí...a                   |                         |

2004 
| Premio | Coros                        | Comparsas                       | Chirigotas                     | Cuartetos |
| ------ | ---------------------------- | ------------------------------- | ------------------------------ | --------- |
| 1      | Big Band                     | La cárcel vieja (J.Quiñones)    | Lo que diga mi mujer (El Selu) |           |
| 2      | Son de piedra (J. Pardo      | Los regaera                     | No somos nadie (El Love)       |           |
| 3      | De 25 quilates Puerto Real   | Las estaciones                  | Los valientes                  |           |
| 4      | Los entendíos del racataplán | De verde luna                   | Lo más feo de Cai              |           |
| 1Acc   |                              | Paco baja, aunque sea en pijama | Los veteranos del Vietnam      |           |
| 2Acc   |                              | Gaditanos                       | Los pavos reales (Carapapas)   |           |

2005
| Premio | Coros                        | Comparsas                       | Chirigotas                            | Cuartetos  |
| ------ | ---------------------------- | ------------------------------- | ------------------------------------- | ---------- |
| 1      | Por los bloques (J. Pardo    | El Espíritu de Cádiz            | Los que salimos por gusto (El Canijo) | Aquí mismo |
| 2      | Oriente y Occidente          | Los Hijos de la tierra          | Soltero y sin compropiso (El Selu)    |            |
| 3      | Los siete                    | La Atlántida (J.Quiñones)       | Los doctores Jeckyll (El Love)        |            |
| 4      | Coro mixto recuerdo de Cádiz | Los acuarela                    | Los primo de Rivera                   |            |
| 1Acc   |                              | El golfo de Cádiz (J.C. Aragón) | Golfus de Roma                        |            |
| 2Acc   |                              |                                 | Cumpleaños Infeliz S.A. (Vera Luque)  |            |

2006 
- Adultos

La chirigota "El movimiento del 36" fue descalificada por interpretar la presentación con 13 componentes, uno más de lo establecido en el reglamentodel COAC.
| Premio | Coros                         | Comparsas                | Chirigotas                          | Cuartetos              |
| ------ | ----------------------------- | ------------------------ | ----------------------------------- | ---------------------- |
| 1      | Comediantes                   | La caldera (J.Quiñones)  | Los aguafiestas (El Sheriff)        | Un cuarteto con gancho |
| 2      | Enseñando er-culito (J. Pardo | La cuadrilla             | Los que no paran de rajar (El Yuyu) |                        |
| 3      | La conga santiaguera          | La bella escondida       | ¡Esto es pa verlo!                  |                        |
| 4      | La tropa del parque           | Los parias (J.C. Aragón) | Robinson de la isla                 |                        |
| Acc    |                               | La quintaesencia         | Los que cosen pa la calle (El Selu) |                        |
| Desc.  |                               |                          | El movimiento del 36 (M. Santander) |                        |

- Júnior

| Premio | Coro            | Comparsas                   | Chirigotas                       | Cuartetos                   |
| ------ | --------------- | --------------------------- | -------------------------------- | --------------------------- |
| 1      | Nuestro Hobby   | Las puertas de Cai          | Yo quiero ser como Ángel Subiela | Los que paran en Quentum    |
| 2      | Rógura Quiberba | La maldición                | Los asombrosos                   | Los aguasviva               |
| 3      |                 | El guía                     | Ojú, que quemaera                | Siempre viviendo del cuento |
| 4      |                 | El guardián de las palabras |                                  | Los que están en pelota     |

2007 
A partir de este año, no se volverán a rellenar los huecos de la final que dejen libres los cuartetos. Con lo que la final contará con un máximo de 4 agrupaciones por modalidad. La categoría júnior vuelve a denominarse categoría juvenil.
El cuarteto "Los del real" fue descalificado por repetir un cuplé, algo que no está permitido para esta modalidad según el reglamento del COAC.
- Adultos

| Premio | Coros                             | Comparsas                             | Chirigotas                                                   | Cuartetos            |
| ------ | --------------------------------- | ------------------------------------- | ------------------------------------------------------------ | -------------------- |
| 1      | El mejor coro del mundo (J. Pardo | Araka la Kana (J.C. Aragón)           | Los Juan Palómez yo te lo guiso y tu me lo comes (El Canijo) | Chanel a los cuatro  |
| 2      | Los africanos                     | La playa de los secretos (J.Quiñones) | Los prejubilados (El Love)                                   | ¡Qué pena de muerte! |
| 3      | La guerra de Cai                  | La República gaditana                 | Los gladiadores de la Caleta                                 |                      |
| 4      | La reconquista                    | Los hijos de la libertad              | Lestaulante Chino Casa Lafaé (El Selu)                       |                      |
| Desc.  |                                   |                                       |                                                              | Los del real         |

- Júnior

| Premio | Coros         | Comparsas              | Chirigotas                | Cuartetos                       |
| ------ | ------------- | ---------------------- | ------------------------- | ------------------------------- |
| 1      | Los musilocos | Los plazoletas         | Al cielo con él           | 2 x 1                           |
| 2      |               | El barco de los sueños | Los tebeítos              | Y aquí es donde hay que mojarse |
| 3      |               | La resurrección        | La banda de los jartibles | Las niñitas de San Ildefonso    |
| 4      |               | La sonrisa             | Los sin carné             |                                 |

2008 
A partir de este año, se instaura una nueva fase de cuartos de final. Dicha fase se encuentra antes de las Semifinales y posterior a las Preliminares. Así mismo, en la final solamente participan 3 agrupaciones por modalidad, dejando sin rellenar los huecos libres al igual que el año anterior. Además se conceden dos accésit por modalidad sin participar en la final.
- Adultos

| Premio | Coros                      | Comparsas                                 | Chirigotas                                                              | Cuartetos                                         |
| ------ | -------------------------- | ----------------------------------------- | ----------------------------------------------------------------------- | ------------------------------------------------- |
| 1      | Coro La Catedral (J. Pardo | La Comparsa de Momo                       | Los Pito-Risas (K. Remolino)                                            | Taller de reparaciones "Esto arranca por cojones" |
| 2      | La Orquesta Cádiz          | Los Mendas Lerendas (J. Bienvenido)       | Los Monstruos de Pueblo (El Yuyu)                                       | Pal desembarco Nosmardía                          |
| 3      | La Calle del Arte          | La Banda del Capitán Veneno (J.C. Aragón) | El Código Da Viñi                                                       |                                                   |
| 1Acc   | Los proscritos de La Viña  | Los héroes del 3 x 4                      | Clínica Dental Nuestra Señora de las Angustias y de los Dolores de Boca |                                                   |
| 2Acc   | Los del portal de Jerez    | El mercado de las maravillas              | Vueltecita gaditana (comparsa juvenil) (El Love)                        |                                                   |

- Juveniles

| Premio | Coros          | Comparsas             | Chirigotas                     | Cuartetos                |
| ------ | -------------- | --------------------- | ------------------------------ | ------------------------ |
| 1      | Los guardianes | El perfume            | Los del huerto de Jantamaría   | ¡1, 2, 3 duerme!         |
| 2      |                | El tren de la alegría | Sss sss que vienen, que vienen | Los que están en la onda |

- Infantiles

| Premio | Coro | Comparsas | Chirigotas     | Cuartetos                                   |
| ------ | ---- | --------- | -------------- | ------------------------------------------- |
| 1      |      | Los tanys | Los sabandijas | El robo perfecto… si no nos hubiesen cogido |
| 2      |      |           |                | Vaya par de orejas                          |

 2009 
Se sigue el mismo sistema del año anterior.
- Adultos

| Premio | Coros                                                                        | Comparsas                          | Chirigotas                                                                           | Cuartetos                                                |
| ------ | ---------------------------------------------------------------------------- | ---------------------------------- | ------------------------------------------------------------------------------------ | -------------------------------------------------------- |
| 1      | Cuando yo me pele (J. Pardo                                                  | La mare que me parió               | Salón de Belleza: "El Tijerita" (K. Remolino)                                        | Los que esperando la sentencia se tragaron la penitencia |
| 2      | Los Cañamaque                                                                | La pensadora gaditana (J.Quiñones) | Las Muchachas del Congelao (El Canijo)                                               | Esta boca es mía                                         |
| 3      | Los que mueren por la pipa de la Paz... de la Paqui, de la Pepi, de la Pilar | Los Trasnochadores (J. Bienvenido) | Los Enteraos (El Selu)                                                               |                                                          |
| 1Acc   | El coro del futuro                                                           | La secta de los Carapapas          | "Air con el carair, carair, carair", las compañías aéreas que tiene mi Cai (El Yuyu) |                                                          |
| 2Acc   | El maravilloso mundo de Cadilandia                                           | Voces                              | Los mákina (V. Luque)                                                                |                                                          |

- Juveniles

| Premio | Coros           | Comparsas          | Chirigotas             | Cuartetos          |
| ------ | --------------- | ------------------ | ---------------------- | ------------------ |
| 1      | La Estudiantina | Del Lejano Oriente | ¿Que plasa?            | Cada 2 x 3 un Loco |
| 2      |                 | Dando el Cante     | Los Lindos             | No a la Cantera    |
| 3      |                 | La Ciega           | Las Señales de Tráfico |                    |

- Infantiles

| Premio | Coro                | Comparsas                                          | Chirigotas                   | Cuartetos |
| ------ | ------------------- | -------------------------------------------------- | ---------------------------- | --------- |
| 1      | Pequeños jabegueros | Cádiz de Cuarto Milenium... La Casa de los Espejos | Las Que le dan a la Sinhueso |           |
| 2      | Sembrando Alegría   | Una Chirigota Muy Dulce                            | Los que nunca dan la Cara    |           |
| 3      | ¡Aquí hay Maera!    |                                                    | Muero por tus Huesos         |           |

### Años 2010
2010
Se sigue el mismo sistema del año anterior.
- Adultos

| Premio | Coros                                | Comparsas                           | Chirigotas                                 | Cuartetos                    |
| ------ | ------------------------------------ | ----------------------------------- | ------------------------------------------ | ---------------------------- |
| 1      | Los tangueros                        | Los Santos (J. Bienvenido)          | Los que van por derecho (V. Luque)         | Los vaqueros de Springfield  |
| 2      | El batallón de la Libertad (J. Pardo | Medio Siglo                         | El escuadrón de los jartibles (El Sheriff) | Los cuartetos también lloran |
| 3      | Las reinas del pópulo                | Los caballeros de la piera reonda   | Los que no se enteran (El Selu)            |                              |
| 1Acc   | El cofre del tesoro                  | Las noches de bohemia (J.C. Aragón) | Los parapapá                               | La alegría de "la guerta"    |
| 2Acc   | La academia (L. Rivero)              | El G-15                             | Los emires por donde se mire (El Yuyu)     | ¿Qué hacemos con el pavo?    |

- Juveniles

| Premio | Coros                       | Comparsas                  | Chirigotas                                    | Cuartetos                                        |
| ------ | --------------------------- | -------------------------- | --------------------------------------------- | ------------------------------------------------ |
| 1      | Pesadilla antes de Carnaval | Así comenzó, la Chiriparsa | 1/4 de Chocos                                 | Los lunnis al zolesito, tikipo, tikipo popopo!!! |
| 2      | Menuda Tierra               | Esto no está pagao         | Las Revuelos (Las viejas coplas nunca mueren) | Los que siempre abren paso                       |
| 3      |                             | Desde tus Entrañas         | Los ratones de biblioteca                     | La Pandilla Basurilla                            |

2011
Se sigue el mismo sistema del año anterior.
- Adultos

| Premio | Coros                                        | Comparsas                          | Chirigotas                                                     | Cuartetos                                                 |
| ------ | -------------------------------------------- | ---------------------------------- | -------------------------------------------------------------- | --------------------------------------------------------- |
| 1      | Allegro Molto Vivace                         | Juana la loca (Tino Tovar)         | Ricas y Maduras (El Canijo)                                    | Los que cogieron al mono Amedio y lo quitaron de en medio |
| 2      | La madrugá                                   | Los currelantes (Jesús Bienvenido) | Los Juaquín Pamplina, cantautor de la plaza Mina (K. Remolino) | Aquí el que no corre vuela                                |
| 3      | El triángulo (L. Rivero)                     | Las locuras de Martín Burton       | Los niños cantores de Viena o de Manolete (M. Alvarado)        | Si Emilio hablara...                                      |
| 1Acc   | Los manitas                                  | Los muñecos de Cádiz               | Número 1 en ventas (y gasolineras) (El Selu)                   | Un cuarteto para la historia                              |
| 2Acc   | Paraos y colgaos, pero con arte por tós laos | Al volver de los ensayos           | Los encantadores de perros                                     |                                                           |

- Juveniles

| Premio | Coros               | Comparsas              | Chirigotas                                                       | Cuartetos |
| ------ | ------------------- | ---------------------- | ---------------------------------------------------------------- | --- |
| 1      | Asante Sana         | Los bañitos del Carmen | Los trovadores picarones (especialistas en doncellas y balcones) | Ni Gran hermano, ni sálvame, ni un partido del Madrid contra el Nástic, lo mejor del 2010, "Me cago en tus castis" |
| 2      | Cuaderno de a bordo | Viva la vida           | Los cortes de manga                                              | |
| 3      |                     | Las francesitas        | Si bebes no navegues                                             | |

2012
Se sigue el mismo sistema del año anterior.
- Adultos

| Premio | Coros                            | Comparsas                    | Chirigotas                       | Cuartetos                                 |
| ------ | -------------------------------- | ---------------------------- | -------------------------------- | ----------------------------------------- |
| 1      | El Amanecer                      | Los Duendes Coloraos         | Los Puretas del Caribe (El Love) | Los que hundieron al Vaporcito            |
| 2      | The Cádiz Gospel Choir (J. Pardo | La Sereníssima (J.C. Aragón) | Viva La Pepi (El Selu)           | Drácula de Gran Estoque                   |
| 3      | Bollywood (L. Rivero)            | Ciudadano Zero               | Los Protagonistas                | Los tuyos                                 |
| 1Acc   | Los niños (el musical)           | Se acabó el cuento           | Los hinchapelotas (V. Luque)     | El que esté resfriao, que arrie las velas |
| 2Acc   | Los hijos del 78                 | El chaparrón (J.Quiñones)    | De nuevo en el mercado           |                                           |

- Juveniles

| Premio | Coros                 | Comparsas                         | Chirigotas                           | Cuartetos                |
| ------ | --------------------- | --------------------------------- | ------------------------------------ | ------------------------ |
| 1      | Los Infantes          | La barrendera                     | Las divinas                          | O limpiadas o ensuciadas |
| 2      | Domingo de piñata     | La carbonera                      | Los de la tasca                      | Los que van de camino    |
| 3      | El motor de la música | Los expósitos de la santa caridad | Los telecadi (una chirigota infantí) | Los recursos rumanos     |

2013
Se sigue el mismo sistema del año anterior.
- Adultos

| Premio | Coros                  | Comparsas                             | Chirigotas                                       | Cuartetos                                                            |
| ------ | ---------------------- | ------------------------------------- | ------------------------------------------------ | -------------------------------------------------------------------- |
| 1      | Los cabrones (J. Pardo | La comparsa del genio                 | Los de gris                                      | Los que están al pie del cañón                                       |
| 2      | Ustedes estáis fatá    | Los válidos                           | Las verdades del banquero (El Selu)              | Robín de El Bosque y los demás de Ubrique                            |
| 3      | La cañonera            | El Rey burlón                         | Los Erasmus pocos y parió la abuela (Vera Luque) |                                                                      |
| 1Acc   | Cai milenaria          | Los gatos callejeros                  | Contigo aprendí (El Canijo)                      | Los polivalientes (un cuerpo inteligente, pero con mu malas eshuras) |
| 2Acc   | Khumbayá               | Los del piso de abajo (J. Bienvenido) | Los auténticos Tíos de la Tiza                   |                                                                      |

- Juveniles

| Premio | Coros                      | Comparsas         | Chirigotas                                                 |
| ------ | -------------------------- | ----------------- | ---------------------------------------------------------- |
| 1      | La pandilla del ayer       | La gloria         | Las Jennifer Mª de la Esperanza, esteticienes de confianza |
| 2      | Desde el paraíso           | Con nueva ilusión | La presentación                                            |
| 3      | El battalón de la Theodora | La caletera       | ¡Una pal primero!                                          |

- Infantiles[8]

| Premio | Comparsas                | Chirigotas                              | Cuartetos          |
| ------ | ------------------------ | --------------------------------------- | ------------------ |
| 1      | Los últimos exploradores | Los primos de riesgo                    | Los caca-fantasmas |
| 2      | El balcón de Cádiz       | Los nietos de las brujas piti           | Los monos coloraos |
| 3      | La hortelana             | BBC: Los tirititran una empresa familiá |                    |

2014 
Se sigue casi el mismo sistema del año anterior. La única innovación del reglamento es que, en el resultado final, no se contabilizan las puntuaciones de la fase clasificatoria.
- Adultos

| Premio | Coros                               | Comparsas                                  | Chirigotas                                                            | Cuartetos                                                   |
| ------ | ----------------------------------- | ------------------------------------------ | --------------------------------------------------------------------- | ----------------------------------------------------------- |
| 1      | Los dictadores (R. Pastrana)        | La canción de Cádiz (Tino Tovar)           | Esto sí que es una chirigota (V. Luque)                               | Los Pepegym (I.Romero/D.Fopiani)                            |
| 2      | El circo del sol (J. Pardo/A.Rivas) | Los hippytanos (A. Martín)                 | Lo siento Patxi, no todo el mundo puede ser de Euskadi (Bocu/Rodicio) | Clínica Privada 'Sana, sana, culito de rana' (Morera)       |
| 3      | El orfeón (L. Rivero)               | Los hombres de negro (J.M Cardoso/A.Rivas) | Los Georgie Dann de Santa María del Mar (K. Remolino)                 | Los que siempre se pasan de tiempo (J.Aguilera/A.Piulestán) |
| 1Acc   | Los cuatro reinos (F. Migueles)     | Los cuenterete (Bustelo/F.Mosquera)        | Pepe Trola (El Selu)                                                  |                                                             |
| 2Acc   | La boutique                         | Los gallitos (M.A. García Argüez)          | Las divinas de la muerte                                              |                                                             |

- Juveniles

| Premio | Coros                  | Comparsas                                                | Chirigotas                  | Cuartetos                                   |
| ------ | ---------------------- | -------------------------------------------------------- | --------------------------- | ------------------------------------------- |
| 1      | La ciudad de los niños | El batallón de la calle Trinidad                         | Los niños de Alaska         | Un cuarteto de chiste                       |
| 2      | Nos hacemos mayores    | El coche la hora                                         | Los Nachos                  | Paco el Hortelano y tres buenas pa la vista |
| 3      |                        | ¡Qué me gustan las comparsas y también los comparsistas! | La Marvel que me parió      |                                             |
| 1Acc   |                        | Haciendo el indio                                        | Locos por un abono          |                                             |
| 2Acc   |                        | El niño de la calle San Vicente                          | Los que le dan a la mojarra |                                             |

- Infantiles

| Premio | Coros | Comparsas                    | Chirigotas                                | Cuartetos                              |
| ------ | ----- | ---------------------------- | ----------------------------------------- | -------------------------------------- |
| 1      |       | En la orillita del mar       | Una chirigota muy callejera               | Justin Bieber y los demás sobreviven   |
| 2      |       | Las del otro lado del charco | El club de los Poetas Bajitos             | Cuanto menos salpiques mejón           |
| 3      |       | La corazonada                | Los adorados                              | Mayta vende kas y Popá coca cola light |
| 1Acc   |       | Los batuquillos              | Los hijos secretos de Antonio el Alemania |                                        |

2015
Se vuelve al arrastre de las puntuaciones desde la fase clasificatoria.
- Adultos[9]

| Premio | Coros                           | Comparsas                              | Chirigotas                                    | Cuartetos                                     |
| ------ | ------------------------------- | -------------------------------------- | --------------------------------------------- | --------------------------------------------- |
| 1      | La trattoria (J. Pardo/A.Rivas) | Los millonarios (J.C. Aragón)          | Los superpop (chirigota ochentera) (V. Luque) | Los pensionistas se la dan de artistas (Gago) |
| 2      | La niña bonita (R. Pastrana)    | Los gadiritas (T. Tovar)               | El que entra no sale (El Love)                | Los niños de la Mary (J.Aguilera/A.Piulestán) |
| 3      | Los sudamericanos (F. Migueles) | La construcción (Bustelo/F.Mosquera)   | Ahora es cuando se está bien aquí (El Selu)   | Los cansinos (I.Romero/D.Fopiani)             |
| 1Acc   | Los picaos (M.Guimerá)          | Los imprescindibles (Jesús Bienvenido) | Los seguidores del Arturito (El Lupo)         |                                               |
| 2Acc   | Cádiz oculto                    | El reino de don Carnal                 | Los buscarruina                               |                                               |

- Juveniles

| Premio | Coros                     | Comparsas                | Chirigotas                | Cuartetos                    |
| ------ | ------------------------- | ------------------------ | ------------------------- | ---------------------------- |
| 1      | Los afortunados           | ¡Qué locura de comparsa! | La pandilla de Felipe VI  | Hoy vamos a ser los primeros |
| 2      | La murga de Puerta Tierra | El viejo organillo       | Pregoneros S.A.           |                              |
| 3      |                           | La hermandad del profeta | Este año nos separamos    |                              |
| 1Acc   |                           | Los casanovas            | Los nietos de un jubilado |                              |

- Infantiles

| Premio | Coros | Comparsas               | Chirigotas                                              | Cuartetos                    |
| ------ | ----- | ----------------------- | ------------------------------------------------------- | ---------------------------- |
| 1      |       | Mi alegría de vivir     | El maestro Pipirigaña y sus batiburrillos carnavalescos | Primero de cuarteto          |
| 2      |       | Prisionero de tus manos | Una chirigota para la historia                          | Las que hablan por lo bajini |
| 3      |       | Mi pequeño mundo        | Los cajillas                                            | Los que duermen en El Melli  |
| 1Acc   |       | La casapuerta           | Estamos sobre la pista                                  |                              |
| 2Acc   |       | Tus cinco sentidos      | La chirigota perfecta                                   |                              |

2016
Se vuelve a las cuatro agrupaciones por modalidad en la final.
- Adultos[10]

| Premio | Coros                                        | Comparsas                            | Chirigotas                                             | Cuartetos |
| ------ | -------------------------------------------- | ------------------------------------ | ------------------------------------------------------ | --- |
| 1      | La vuelta a Cádiz en 80 mundos (F. Pastrana) | Los Cobardes (M.Áres)                | Si me pongo pesao, me lo dices (El Selu)               | Asociación Local de Comerciantes Asociados Reunidos Agrupados Juntos y Organizados (A.L.C.A.R.A.J.O.) (Gago) |
| 2      | Sigo siendo el rey (J. Pardo / A.Rivas)      | El creador (T.Tovar)                 | Los polvos egipcios (V. Luque)                         | Este año salimos de milagro (I.Romero/D.Fiopani)                                                             |
| 3      | Coroterapia (F. Mingueles)                   | Los chatarra (Carapapas)             | Los sereníssimos (Los Molinas) Chiclana de la Frontera | Cuento de tronos (J.Aguilera/A.Piulestán)                                                                    |
| 4      | La corte (L. Rivero)                         | Los camellos (K.Remolino/F.Mosquera) | Los que vienen de marea (El Sheriff)                   | |
| Acc    | La cazuela                                   | La guayabera (J.C. Aragón)           | El niño Jesús que tenía tu mare en la mesita de noche  | Las aventuras de Tontín                                                                                      |

- Juveniles

| Premio | Coros                  | Comparsas                        | Chirigotas                          | Cuartetos                        |
| ------ | ---------------------- | -------------------------------- | ----------------------------------- | -------------------------------- |
| 1      | Los del piso de arriba | Los caballeros de la edad de oro | El señor de los nudillos            | El cuarteto no está muerto       |
| 2      | Valhalla               | La luchadora                     | Los supervivientes de la Piera pico | Los gemeliers de la calle Barrié |
| 3      |                        | El vigía de La Caleta            | Los que paran en Neverland          |                                  |
| 4      |                        | Canastito de mimbre              | Qué sería de ustedes sin nosotros   |                                  |
| Acc    |                        | Las callejeras                   |                                     |                                  |

- Infantiles

| Premio | Coros | Comparsas                   | Chirigotas                   | Cuartetos          |
| ------ | ----- | --------------------------- | ---------------------------- | ------------------ |
| 1      |       | El reino la laja            | Una chirigota a tu gusto     | Los carne en salsa |
| 2      |       | El carnaval de las promesas | Descompuesta y sin novio     | Ese castin, oé     |
| 3      |       | Caminando por la vía        | Una chirigota muy fresquita  |                    |
| 4      |       | Cerquita de La Caleta       | Una chirigota para comérsela |                    |
| Acc    |       | De marras                   | Los inventores del 3×4       |                    |

2017
- Adultos[11]

La comparsa Ley de Vida de Antonio Martín García actuó como invitada en la final con motivo de la retirada del autor.
| Premio | Coros                                      | Comparsas                              | Chirigotas                                      | Cuartetos                                        |
| ------ | ------------------------------------------ | -------------------------------------- | ----------------------------------------------- | ------------------------------------------------ |
| 1      | El mayor espectáculo del mundo (L. Rivero) | Los irracionales (J. Bienvenido)       | Los del planeta rojo, pero rojo rojo (V. Luque) | Lo que el viento se llevó (M.A Moreno/J.M Cossí) |
| 2      | El batallón Fletilla (R. Pastrana)         | La eternidad (M.Áres)                  | Los de Cádiz norte (M. Santander)               | Los del patronato (J.Aguilera/A.Piulestán)       |
| 3      | Por Andalucía (J.Pardo)                    | Los Peregrinos (J.C. Aragón)           | No te vayas todavía (El Bizcocho)               |                                                  |
| 4      | La reina de la noche (A.Bayón/R.Cao)       | Los equilibristas (M.A. García Argüez) | Mi suegra como ya dije... (El Selu)             |                                                  |
| Acc    | El vapor del sur                           | La azotea                              | No valemo un duro                               |                                                  |

- Juveniles

| Premio | Coros                | Comparsas                        | Chirigotas                                 | Cuartetos                          |
| ------ | -------------------- | -------------------------------- | ------------------------------------------ | ---------------------------------- |
| 1      | Un sueño hecho tango | Las batallitas del rey Sebastián | El maestro del Doyo y sus once zampabollos | Los que siempre van tras la huella |
| 2      | El reflejo           | Érase una vez la viña            | Los kamaleones                             | Las cosas claras                   |
| 3      |                      | Las que paran en San Francisco   | Los guasones                               | Un cuarteto con mucho rollo        |
| 4      |                      | Tan dulce como la miel           |                                            | Desde la Andaluzía projunda        |

- Infantil[12]

| Premio | Coros | Comparsas                 | Chirigotas                       | Cuartetos            |
| ------ | ----- | ------------------------- | -------------------------------- | -------------------- |
| 1      |       | El jardín de la alegría   | Seguimos dejando huella          | Conmigo empezó todo  |
| 2      |       | La pandillita             | Los Borja; una especie protegida | Espérame en el cielo |
| 3      |       | Sabores, colores y olores | Una chirigota en forma           |                      |
| Acc    |       | Un paseo por la ciudad    |                                  |                      |

2018 
- Adultos[13]

La fase clasificatorias no tiene puntos por lo que no arrastra. El pase a cuartos de final se decide con un "apto" o "no apto".
| Premio | Coros                                 | Comparsas                            | Chirigotas                                    | Cuartetos                                                                  |
| ------ | ------------------------------------- | ------------------------------------ | --------------------------------------------- | -------------------------------------------------------------------------- |
| 1      | Vive, sueña, canta (L. Rivero)        | Los mafiosos (J.C. Aragón)           | No tenemos el Congo pa' farolillos (V, Luque) | El equipo A minúscula (Comando Caleti) (Morera)                            |
| 2      | Los chimenea (R.Pastrana/D.Hernandez) | Los prisioneros (M.A. García Argüez) | Cai de mi arma (7,20) (J. Cascana)            | El trío (M. Serrano)                                                       |
| 3      | Rockola (A.Bayón)                     | Tic-tac, tic-tac (Tino Tovar)        | Grupo de guasa (El Selu)                      | Lo mismo nos vemos en Elcano que en clases de piano (M.A Moreno/J.M Cossí) |
| 4      | Don Taratachín (J. Pardo/A.Rivas)     | El perro andalú (M.Áres)             | ¡Qué caló! (El Canijo)                        | Los de la gran puñeta (J.Aguilera/A.Piulestán)                             |
| Acc    | El diablo se viste de coro            | Los campaneros (K. Remolino)         | Los quitapupas                                |                                                                            |

- Juveniles

| Premio | Coros         | Comparsas                         | Chirigotas                   | Cuartetos                                                   |
| ------ | ------------- | --------------------------------- | ---------------------------- | ----------------------------------------------------------- |
| 1      | Cazasonrisas  | ¡De Aquí nos despedimos!          | Los 8 Pesaos                 | El Jeque más rico del mundo y los que ponen el yate a punto |
| 2      | Los emisarios | La Perla de Occidente             | A la pozima va la vencida    |                                                             |
| 3      |               | Con más cuentos que calleja       | Los Cristobitas              |                                                             |
| 4      |               | El Guardián de los mares de Cádiz | Aquí no hay quien viva, mamá |                                                             |

- Infantiles

| Premio | Coros | Comparsas    | Chirigotas                     | Cuartetos                   |
| ------ | ----- | ------------ | ------------------------------ | --------------------------- |
| 1      |       | Canta        | La chirigota de la ilusión     | Los inoxidables             |
| 2      |       | El desguace  | Con ustedes empezó todo        | Los que ven llover y lloran |
| 3      |       | Desastrévete | Un año dándole vueltas al tipo |                             |
| 4      |       | La Kaleta    | Los monstruitos                |                             |

2019
- Adultos[14]

La fase clasificatoria abandona el "apto" o "no apto" y vuelve a ser puntuada pero sin arrastrar esa puntuación en las siguientes fases.
| Premio | Coros                                   | Comparsas                                  | Chirigotas                                                  | Cuartetos                                       |
| ------ | --------------------------------------- | ------------------------------------------ | ----------------------------------------------------------- | ----------------------------------------------- |
| 1      | Los del patio (J.M Pedrosa/D.Fernández) | Los Carnívales (M. Ares)                   | La maldición de la lapa negra (M. Santander)                | Brigada amarilla (agüita con nojotros) (Morera) |
| 2      | La Nueva Era (A.Bayón)                  | La Gaditanissima (J.C. Aragón)             | Daddy Cadi (P.de la Prida/J.Liaño/El Lacio)                 | Este año nos retiramos (Gago)                   |
| 3      | El Batallitas (J. Pardo / El Canijo)    | El Marqués de Cádiz (D.Márquez Mateos)     | Los Quemasangre (El Selu)                                   |                                                 |
| 4      | Ópera Cádiz (Nandi Migueles)            | Los Luceros (M.A. García Argüez)           | Las Cosas del Destino (I.Romero/D.Marquez Mateos)           |                                                 |
| Acc    | Gran Reserva (Garcia Argüez/Procopio)   | Los niños sin nombre (S.Guillén/A.J Pérez) | Un pasito a la izquierda y un pasito a la derecha (Cascana) | Abierto por reformas                            |

- Juveniles[15]

| Premio | Coros                 | Comparsas            | Chirigotas                         | Cuartetos                                            |
| ------ | --------------------- | -------------------- | ---------------------------------- | ---------------------------------------------------- |
| 1      | Juego de Coros        | El pequeño fantasma  | Tú eres mi bro                     | Nos tocó la primitiva                                |
| 2      | En tus cinco esquinas | La ciudad fantástica | Los de la parrilla                 | Esto Skype y aquí hay que Momart                     |
| 3      |                       | El indeciso          | Los de la Caleta                   | Blanquita I y los caballeros de la mesa semicircular |
| 4      |                       | Los abandonados      | Los que se colocan por primera vez |                                                      |
| 1Acc   |                       | Los maleducados      | Quillo, tu cara me suena           |                                                      |

- Infantiles[15]

| Premio | Coros | Comparsas    | Chirigotas                             | Cuartetos                                                  |
| ------ | ----- | ------------ | -------------------------------------- | ---------------------------------------------------------- |
| 1      |       | El gran show | Los de la cantera                      | Échale una mano a la cantera Harry Potera y la piedra sofá |
| 2      |       | Chabeta      | Los superminihéroes                    |                                                            |
| 3      |       |              | Esta chirigota está por descubrir      | El cuarteto de los niños                                   |
| 4      |       |              | Los guerrilleros de la piedra cuajaron | Por culpa de Baltasar la que estamos teniendo que pasar    |
| 1Acc   |       |              | La que estáis formando ¡Chiquillo!     | Los nietos de Manuela                                      |

### Años 2020
2020
- Adultos[16]

| Premio | Coros                                     | Comparsas                             | Chirigotas                                                 | Cuartetos                                   |
| ------ | ----------------------------------------- | ------------------------------------- | ---------------------------------------------------------- | ------------------------------------------- |
| 1      | La Colonial (J.M Pedrosa/ D.Fernández)    | !Oh capitán, my capitán! (Tino Tovar) | Los Cádizfornia (V.Luque)                                  | El cuarteto del More (I. Romero)            |
| 2      | Tócame (J.Pardo/ El Canijo)               | La chusma selecta (M.Ares)            | No aguantamos más vamos de impacientes (Fermín y Antoñito) | Vida y obra de Juan Carlos I, Bajo D (Gago) |
| 3      | Creaciones SA (N.Migueles y J.Bienvenido) | Los encaidenaos (K.Remolino)          | Los Geni de Cádi (Chirigota del Barrio)                    | Cari, resiste (J. Aguilera)                 |
| 4      | Al sonar las doce (L.Rivero)              | Los aislados (Jona)                   | Estrés por cuatro (El Selu)                                |                                             |
| Acc    | El barrio negro (Bayón y Cao)             | Los listos (M.A. García Argüez)       | Aquí estamos de paso (Cascana)                             |                                             |

- Juveniles[17]

| Premio | Coros          | Chirigotas                                 | Comparsas             | Cuartetos                   |
| ------ | -------------- | ------------------------------------------ | --------------------- | --------------------------- |
| 1      | Mundo animal   | Los burritos                               | Comunicando           |                             |
| 2      | Al sur del sur | La casa de papel colorao                   | Las niñas de Catalina | La viña de las galaxias     |
| 3      |                | Una chirigota con tablas                   | Brujas                | Paco, el de la luz de Cádiz |
| 4      |                | Los domadores de dragones de la Edad Media | El príncipe mestizo   |                             |

- Infantiles

| Premio | Coros | Comparsas                            | Chirigotas             | Cuartetos                                        |
| ------ | ----- | ------------------------------------ | ---------------------- | ------------------------------------------------ |
| 1      |       | Desde los mares del sur (Andy Rossi) | Los Purry Baby'S       | Semos Salvaje                                    |
| 2      |       | El amarre                            | Pa roja, roja nosotras | Marvel no hay más que una                        |
| 3      |       |                                      | Los Reyes              | Gaditanos por el mundo                           |
| 4      |       |                                      | Sálvame                | Lo siento Pixar no to er mundo puede ser de Cari |

2021
En agosto de 2020 se anuncia la cancelación del COAC 2021, así como del resto de actos del Carnaval de Cádiz de 2021 debido a la pandemia del COVID-19.
2022
- Adultos

| Premio | Coros                                     | Comparsas                                  | Chirigotas                                                                             | Cuartetos                                           |
| ------ | ----------------------------------------- | ------------------------------------------ | -------------------------------------------------------------------------------------- | --------------------------------------------------- |
| 1      | Pachamama (Bayón y Cao)                   | Los sumisos (M. Ares)                      | La misión: el Evangelio según Santander (Manolín Santander / C. Pérez / Sánchez Reyes) | Los ultraortodoxos de los callejones Cardoso (Gago) |
| 2      | Químbara (L. Rivero)                      | Después de Cádiz ni hablar (Piru / Tomate) | Los caraduras de Cai (Sheriff)                                                         | Al Edén que le den (I. Romero)                      |
| 3      | Los babeta (J. M. Pedrosa / D. Fernández) | Los renacidos (G. Argüez / R. Cabrera)     | Los cuarentena principales (Cascana)                                                   |                                                     |
| 4      | Tierra y libertad (G. Argüez)             | We can do… carnaval (M. Ortiz)             | Aquí huele a verdín (J. M. Barranco)                                                   |                                                     |
| Acc    | Carrera oficial (A. Procopio)             | La boquita prestá (K. Remolino)            | Los Paco Alga (Chirigota del Barrio)                                                   | Esto está empetao                                   |

- Juveniles[18]

| Premio | Coros | Comparsas               | Chirigotas                   | Cuartetos                                  |
| ------ | ----- | ----------------------- | ---------------------------- | ------------------------------------------ |
| 1      |       | A los pies de la Caleta | This is Cádiz                | Hay quien dice que mayo, no tiene fiestas  |
| 2      |       | Los cantananas          | Una chirigota pa que te rías | Hotel Cadizvania                           |
| 3      |       | Masa madre              | El domingo me voy            | En la clase de hoy: cómo hacer un cuarteto |
| 4      |       |                         |                              |                                            |

- Infantiles

| Premio | Coros | Comparsas              | Chirigotas                                                 | Cuartetos                   |
| ------ | ----- | ---------------------- | ---------------------------------------------------------- | --------------------------- |
| 1      |       | Con el paso del tiempo | Las Lolas lolitas                                          | Los que no ganan pa bonobús |
| 2      |       |                        | Los saltamontes saltarines de las cordilleras del aculaero | Los enamoraos del parque    |
| 3      |       |                        | @Los yonotube                                              | Mi que cuerpo               |
| 4      |       |                        | Dando la nota                                              |                             |

2023
- Adultos

| Premio | Coros                                     | Comparsas                             | Chirigotas                                                              | Cuartetos                                                      |
| ------ | ----------------------------------------- | ------------------------------------- | ----------------------------------------------------------------------- | -------------------------------------------------------------- |
| 1      | Los Martínez (Pardo y Rivas)              | La ciudad invisible (M. Ares)         | Amoscuchá: chirigota callejera (Melli y Molina)                         | Escuela taller de gladiadores El Pópulo (Moreno, Cossi y Gago) |
| 2      | El día de mañana (Bayón y Cao)            | Los esclavos (G. Argüez y R. Cabrera) | Los viñanos (Manolín Santander, C. Pérez y Sánchez Reyes)               |                                                                |
| 3      | La voz (L. Rivero)                        | Cádiz de mi alma (M. Cornejo)         | To me pasa a mí: los desgraciaítos (Fermín y Antoñito)                  |                                                                |
| 4      | Los negros (J. M. Pedrosa y D. Fernández) | El embrujo de Cádiz (Piru y Tomate)   | Los mi alma (Bizcocho)                                                  |                                                                |
| Acc    | Aquí no se rinde nadie (N. Migueles)      | Los peliculeros (Jona)                | Frente talibán de la República Irreverente de Kadikadistán (Vera Luque) |                                                                |

- Juveniles

| Premio | Coros   | Comparsas        | Chirigotas               | Cuartetos                                 |
| ------ | ------- | ---------------- | ------------------------ | ----------------------------------------- |
| 1      | La liga | La diosa del mar | Vuelven las más carillas | El gran golpe                             |
| 2      |         |                  | Los testigos del 3 x 4   | Qué pechá: Los arropía                    |
| 3      |         |                  | Granja escuela           | Los Pochettino Tovar Verdejo del Complejo |
| 4      |         |                  |                          |                                           |

- Infantiles

| Premio | Coros | Comparsas                | Chirigotas                                       | Cuartetos                  |
| ------ | ----- | ------------------------ | ------------------------------------------------ | -------------------------- |
| 1      |       | Las del patio de mi casa | Las santitas                                     | Los que siempre la empetan |
| 2      |       | Los notas de prensa      | Los que van un paso por delante                  | El roce hace el cariño     |
| 3      |       |                          | La banda del columpio                            | Los consentidos            |
| 4      |       |                          | Por un pito y un plumero me marcho al extranjero | El cuadro de la Caleta     |

2024
- Adultos

| Premio | Coros                                                 | Comparsas                                | Chirigotas                                                                       | Cuartetos                                       |
| ------ | ----------------------------------------------------- | ---------------------------------------- | -------------------------------------------------------------------------------- | ----------------------------------------------- |
| 1      | Los iluminados (Bablé, Fernández, Pedrosa, Remolino…) | La oveja negra (M. Ares)                 | Te he dicho 1.748.654 veces que no soy exagerao (Los exageraos) (hnos. Villegas) | Los Cocos de Cádiz (Aguilera y Piulestán)       |
| 2      | Los luciérnagas (Pardo y Rivas)                       | Los colgaos (Bohórquez, Cabrera y Chapa) | El Grinch de Cai (Sheriff)                                                       | Punk y circo: la lucha continúa (Gago y Moreno) |
| 3      | El paraíso (L. Rivero)                                | Los sacrificaos (Jona)                   | La callejera invisible (Melli y Molina)                                          | En mi caseta cabe todo el mundo (I. Romero)     |
| 4      | El gremio (Chapa)                                     | El joyero (Carapapa)                     | Que ni las hambre las vamo a sentí (El Selu)                                     |                                                 |
| Acc    | La fiesta de los locos (Bayón y Cao)                  | La alegría de Cádiz (M. Cornejo)         | Los chabolis (Molinas)                                                           |                                                 |

2025
- Adultos

| Premio | Coros                                                        | Comparsas                             | Chirigotas                                                                              | Cuartetos                                       |
| ------ | ------------------------------------------------------------ | ------------------------------------- | --------------------------------------------------------------------------------------- | ----------------------------------------------- |
| 1      | El gallinero (Bayón y Cao)                                   | Las ratas (J. Bienvenido)             | Comparsa: Los Calaíta (fuimos a por tabaco) una chirigota de toda la vida (Álex Peluca) | Ku Klux Klan Klan (A. Gago y M. Moreno)         |
| 2      | Cádiz, el show (L. Rivero)                                   | El cementerio (Jona)                  | Los butaneros, chirigota de CADI/CDC (K. Remolino)                                      | Un clásico nunca falla (M. Peinado e I. Romero) |
| 3      | Las entrañas de Cádiz (Bablé, Fernández, Pedrosa, Remolino…) | Los del otro barrio (Piru y Tomate)   | Los James Bond que da gloria verlos (Yuyu)                                              |                                                 |
| 4      | El lado oscuro (Pardo y Rivas)                               | La Tribu (Bohórquez, Cabrera y Chapa) | Cádiz, los que van a cantar telasudan (los disléxicos) (hnos. Villegas)                 |                                                 |
| Acc    | La desafinada (Nandi Migueles)                               | Los poderosos (M. Cornejo)            | Al cielo con él (Écija)                                                                 |                                                 |

## Curiosidades
1. Volver arriba↑ Los Belloteros (1975) Tras haber cantado su repertorio, el jurado del COAC decidió que esa chirigota fuese, junto a "Los Napolitanos", primer premio de comparsa.